# Direction interdépartementale des Routes
 (décembre 2023).
Pour les articles homonymes, voir DIR.
Les Directions interdépartementales des Routes (DIR) sont, en France, des services déconcentrés du ministère de l'Écologie, créés par le décret 2006-304 du 16 mars 2006. Elles ont été créées dans la continuité de l'application de la loi « Libertés et responsabilités locales » du 13 août 2004, qui a transféré aux départements une partie des routes nationales existantes, pour assurer l'entretien, l'exploitation et la gestion des routes nationales restantes. Ces compétences étaient auparavant attribuées aux directions départementales de l'équipement (DDE).
Elles ont ainsi la charge du domaine routier de l'État, qui se compose désormais de 2 883 km d'autoroutes non-concédées et de 9 784 km de routes nationales, soit un total de 12 667 km en 2012.
Depuis le 1er janvier 2014, sept des 11 DIR disposent d'une unité qui constitue la division « Transports » du Centre régional d'information et de coordination routières (CRICR) de la Zone de défense et de sécurité dont elle fait partie.
Les DIR sont au nombre de onze, mais depuis le 10 mars 2021, la DIR Île-de-France est intégrée au sein de la direction régionale et interdépartementale de l'environnement, de l'aménagement et des transports (DRIEAT). Le réseau routier national non concédé d'Alsace est géré par la collectivité européenne d'Alsace et l'Eurométropole de Strasbourg depuis le 1er janvier 2021.

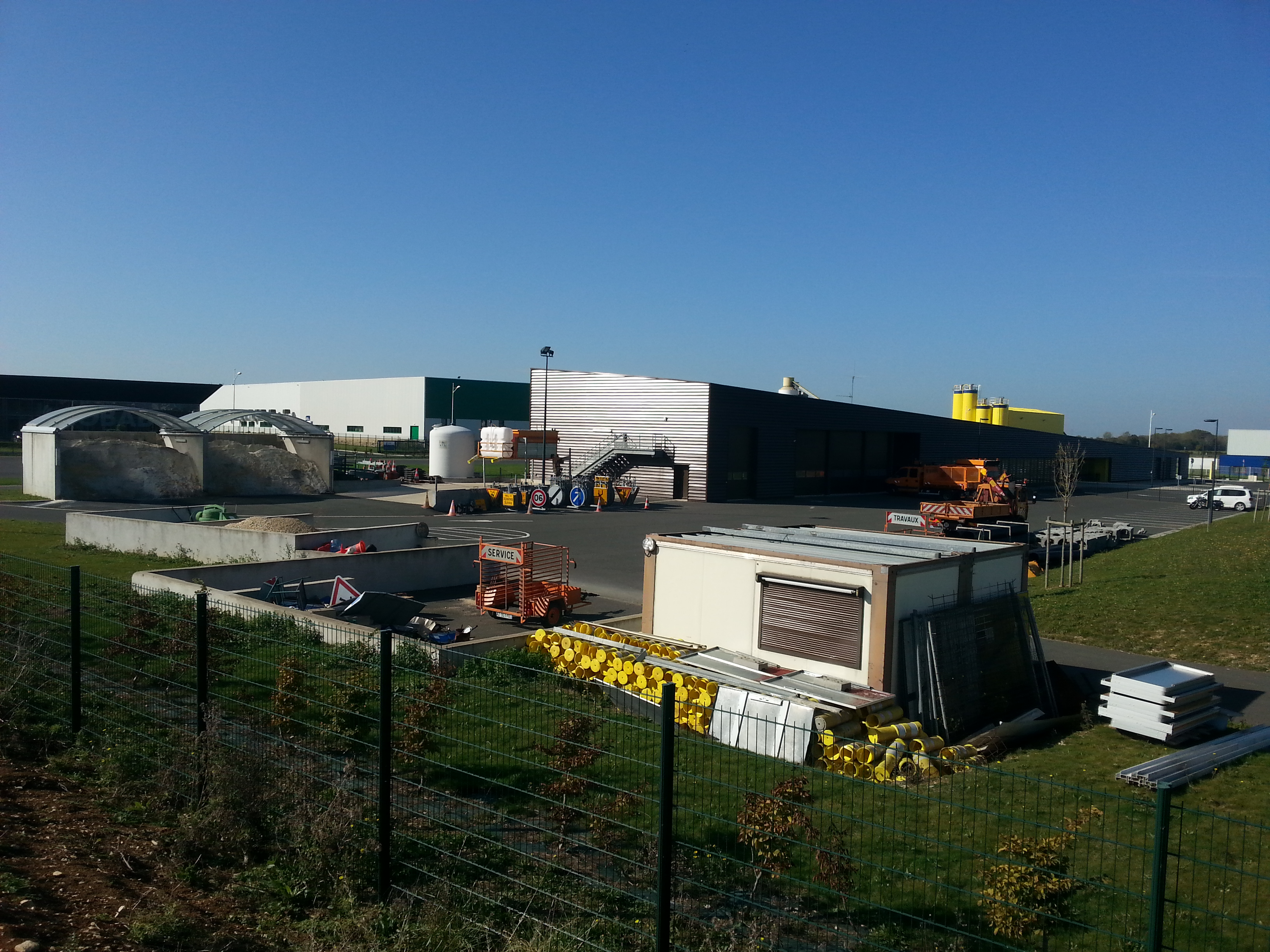
Le point d'appui de Châteauroux, de la DIR Centre-Ouest.

Les directions interdépartementales sont les suivantes :
- Atlantique (siège : Bordeaux)
- Centre-Est (siège : Lyon)
- Centre-Ouest (siège : Limoges)
- Est (siège : Nancy)
- Île-de-France (siège : Créteil)
- Massif central (siège : Clermont-Ferrand)
- Méditerranée (siège : Marseille)
- Nord (siège : Lille)
- Nord-Ouest (siège : Rouen)
- Ouest (siège : Rennes)
- Sud-Ouest (siège : Toulouse)

## Direction interdépartementale des Routes Nord-Ouest
Son siège se situe à Rouen.

### Réseau
Le réseau confié à la DIR Nord-Ouest s'étend sur 1 070 km, dans les départements du Calvados, de l'Eure, de l'Eure-et-Loir, de l'Indre-et-Loire, du Loir-et-Cher, de la Manche, de l'Oise, de l'Orne, de la Seine-Maritime, des Yvelines, et de la Somme, dans les quatre régions Centre-Val de Loire, Hauts-de-France, Île-de-France et Normandie.

#### Autoroutes

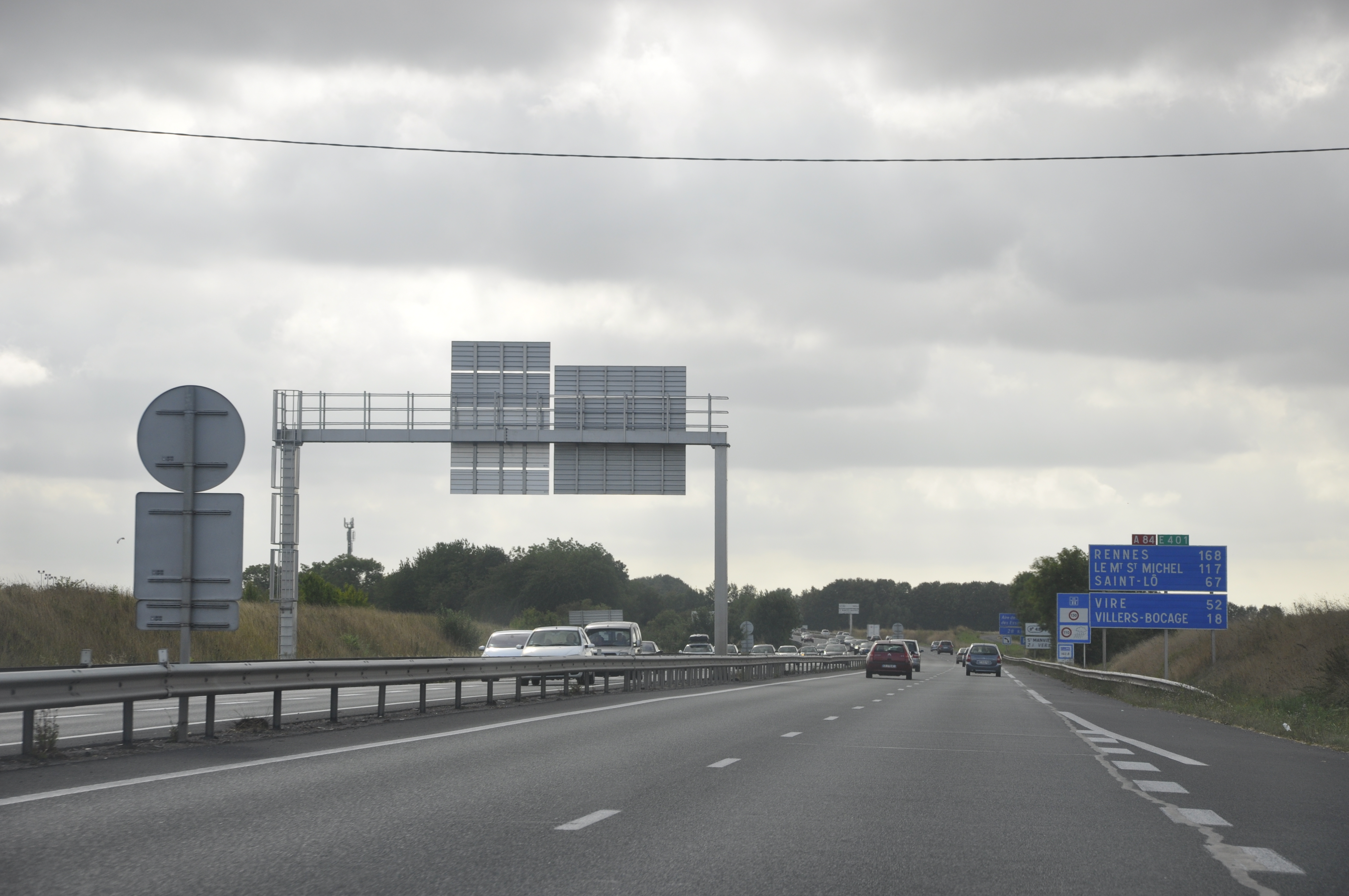
Autoroute A84 au niveau de Caen (vers Rennes)

La DIR Nord-Ouest gère un réseau de cinq autoroutes non-concédées, étendu sur 502 km, essentiellement en Normandie :
- la partie non-concédée de l'autoroute A28, entre l'A16 à Abbeville et Isneauville près de Rouen (échangeur no 13) ;
- la partie normande de l'autoroute A84, entre la N814 à Bretteville-sur-Odon près de Caen et la limite avec la Bretagne près de Carnet ;
- l'autoroute A131, qui dessert la zone portuaire du Havre via le Pont de Tancarville ;
- l'autoroute A150 ;
- la partie non-concédée de l'autoroute A151.

#### Routes nationales
Les routes nationales gérées par la DIR Nord-Ouest sont pour beaucoup des voies express ou des axes progressivement aménagés :
- la route nationale 10 ;
- la route nationale 12, de Lalacelle (limite avec la Bretagne), jusqu'à Goussainville (limite avec l'Île-de-France) ;
- la route nationale 13, de l'A13 à Chaufour-lès-Bonnières jusqu'à Évreux (liaison A13 - Évreux), ainsi que de la N814 à Caen jusqu'à Cherbourg-en-Cotentin ;
- la route nationale 27 ;
- la route nationale 28, rocade Nord-Est de Rouen, de l'A28 à Isneauville jusqu'au Pont Mathilde à Rouen ;
- la route nationale 31 ;
- la route nationale 154, de l'A154 à Acquigny jusqu'à la N254 près d'Allaines-Mervilliers, qui la prolonge vers l'A10 ;
- la route nationale 158 ;
- la route nationale 174 ;
- la route nationale 175, entre Pontorson et Avranches, assurant la continuité de l'A84 pour le contournement d'Avranches ;
- la route nationale 338, rocade Sud de Rouen (dite Sud III), de l'A139 à Grand-Couronne jusqu'à Rouen ;
- la route nationale 814, constituant le boulevard périphérique de Caen.

## Direction interdépartementale des Routes Sud-Ouest
Son siège se situe à Toulouse.
La Direction interdépartementale des Routes Sud-Ouest (DIR Sud-Ouest) a vu sa certification ISO 9001 version 2015 (management par la qualité) renouvelée le 16/10/2018. Elle a également obtenue, à la même date, la certification ISO 45001 (santé et sécurité au travail).

### Réseau
Le réseau de la DIR Sud-Ouest s'étend sur 939 km, dans les départements de l'Ariège, de l'Aveyron, la Haute-Garonne, le Gers, la Gironde, les Landes, les Hautes-Pyrénées, les Pyrénées-Orientales, et le Tarn, essentiellement en région Occitanie (seule la N524 possède une partie de son tracé en Nouvelle-Aquitaine).

#### Autoroutes

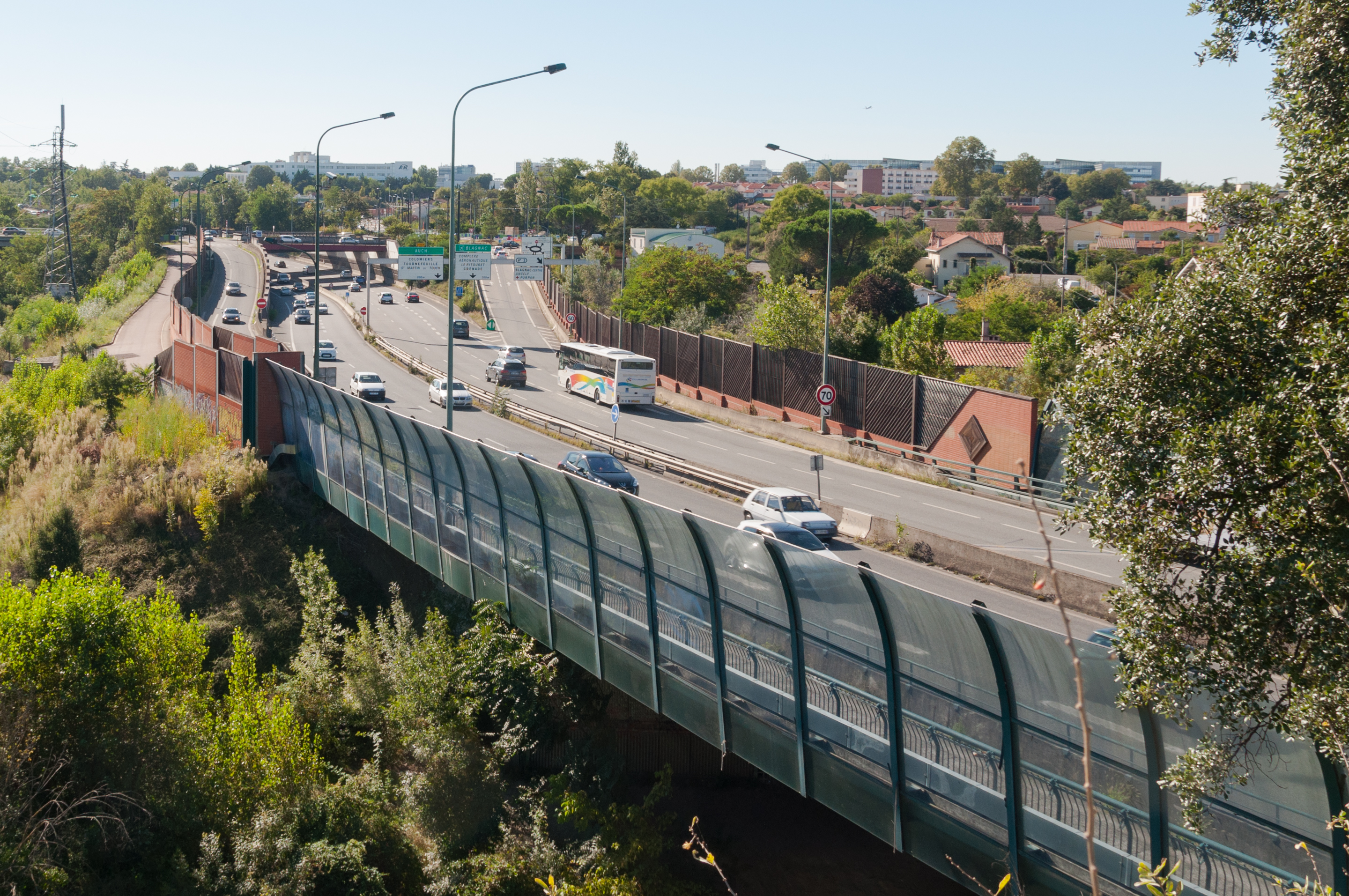
L'A621 dans l'agglomération toulousaine.

La DIR Sud-Ouest est chargée de cinq autoroutes, ou portions d'autoroutes, réparties essentiellement autour de l'agglomération toulousaine :
- la partie non-concédée de l'autoroute A68, entre Montastruc-la-Conseillère (échangeur no 3) et le contournement d'Albi par la N88, à Marssac-sur-Tarn (échangeur no 11) ;
- la partie non-concédée de l'autoroute A64, entre Muret (échangeur no 35) et Martres-Tolosane (échangeur no 22) ;
- l'autoroute A620 (périphérique ouest de Toulouse), dans sa quasi-totalité (les extrémités étant concédées à ASF pour les raccordements au périphérique est) ;
- l'autoroute A621 (Fil d'Ariane), qui dessert l'Aéroport de Toulouse-Blagnac ;
- l'autoroute A623 ;
- l'autoroute A624.

#### Routes nationales

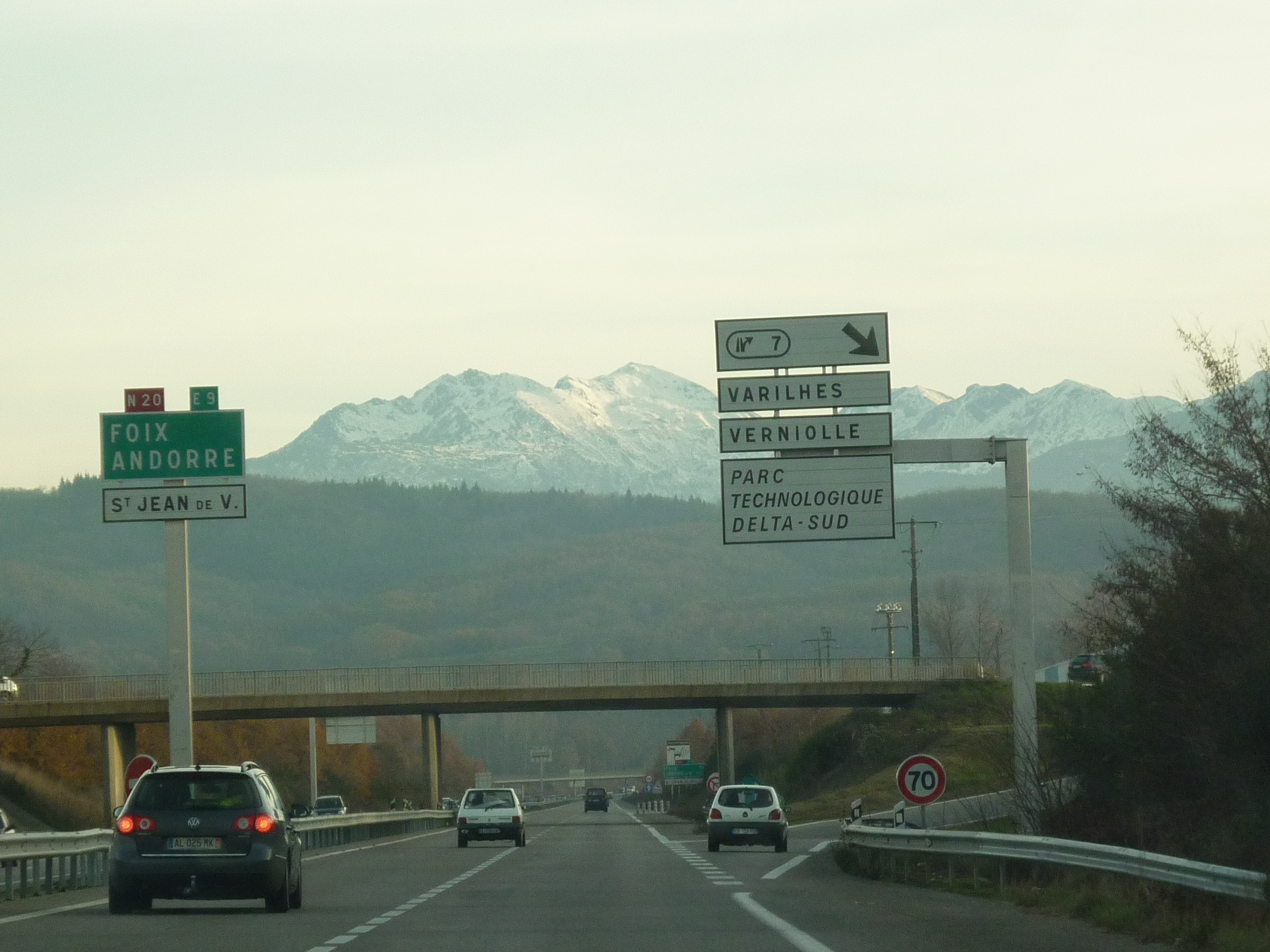
La nationale 20 en voie express, au niveau de Varilhes.

Le réseau de routes nationales géré par la DIR Sud-Ouest est composée des axes nationaux non-confiés aux départements en 2006, certains étant partiellement aménagés en voies express, et des axes de l'Itinéraire à Grand Gabarit (IGG) :
- la route nationale 20, de l'A66 à Pamiers, jusqu'à l'Espagne ;
- la route nationale 21, de Lectoure, jusqu'à Lourdes ;
- la route nationale 88, de l'A68 à Marssac-sur-Tarn, jusqu'à Sévérac d'Aveyron ;
- la route nationale 112, de Castres à Mazamet ;
- la route nationale 116, de Perpignan à Bourg-Madame ;
- la route nationale 124, de l'A624 à Colomiers, jusqu'à la N524 à Manciet (portion de l'IGG) ;
- la route nationale 125, de Montréjeau à l'Espagne avec, en particulier, le tunnel de Saint-Béat (inauguré le 30 avril 2018[7]) ;
- la route nationale 126, de l'A680 à Verfeil, jusqu'à Castres ;
- la route nationale 224, portion de l'IGG ;
- la route nationale 524, portion de l'IGG ;
- la route nationale 542, portion de l'IGG.

## Direction interdépartementale des Routes Atlantique
Son siège se situe à Bordeaux, où est également implanté le CRICR Sud-Ouest.

### Réseau
La DIR Atlantique gère 607 km de routes, réparties sur six départements de la région Nouvelle-Aquitaine : les Deux-Sèvres, la Vienne, la Charente, la Charente-Maritime, la Gironde, les Pyrénées-Atlantiques.

#### Autoroutes
La DIR Atlantique est chargée de la gestion de quatre autoroutes, ou portions d'autoroutes, localisées en Gironde, autour de l'agglomération bordelaise :
- la portion non-concédée de l'autoroute A62, entre l'A630 et La Brède (échangeur no 1.1) ;
- la portion non-concédée de l'autoroute A63, entre l'A630 et Belin-Beliet (échangeur no 21) ;
- l'autoroute A630, qui constitue avec la N230 la Rocade de Bordeaux ;
- l'autoroute A660, reliant l'A63 (échangeur no 22) à la N250, au niveau de La Teste-de-Buch, près d'Arcachon.

#### Routes nationales
Les routes nationales de DIR Atlantique sont pour la plupart des itinéraires aménagés ou en cours d'aménagement, dont certains font partie de la Route Centre-Europe Atlantique (RCEA) :
- la route nationale 10, de Poitiers, jusqu'à l'A10 à Saint-André-de-Cubzac ;
- la route nationale 11, de La Rochelle à la N248 à Épannes ;
- la route nationale 89, de l'A630 à Bordeaux, jusqu'à l'A89 à Libourne ;
- la route nationale 134, de Pau, à l'Espagne par le tunnel du Somport ;
- la route nationale 141, de Chasseneuil-sur-Bonnieure, jusqu'à Saintes, portion de la RCEA ;
- la route nationale 150, de Saintes, jusqu'à Royan, portion de la RCEA ;
- la route nationale 230, faisant partie de la rocade de Bordeaux ;
- la route nationale 248, de la N11 à Épannes, jusqu'à l'A10 à Fors.

### Galerie

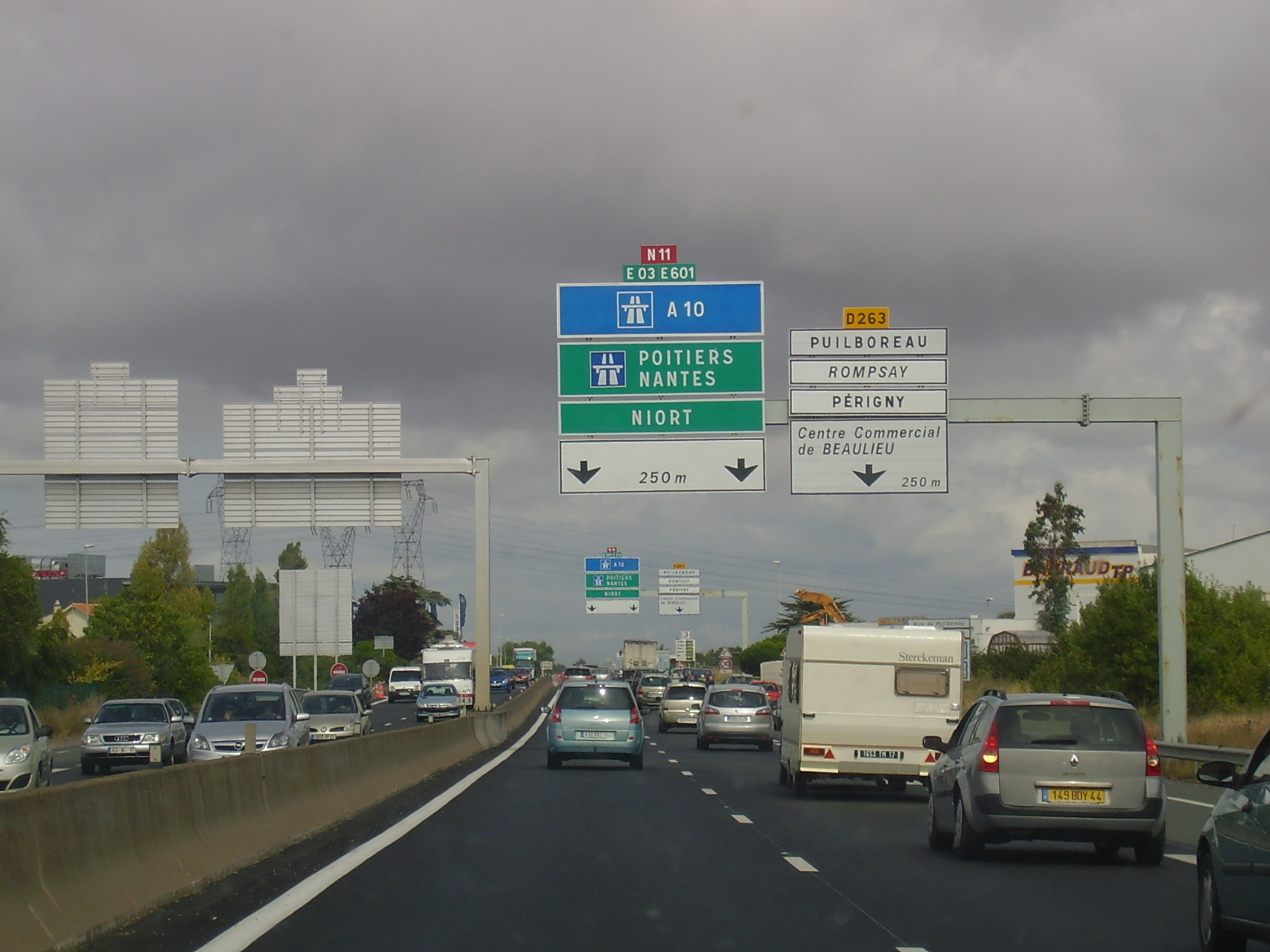
La RN 11 vers Poitiers et Niort avant la sortie avec la RD 263, à la sortie de La Rochelle.
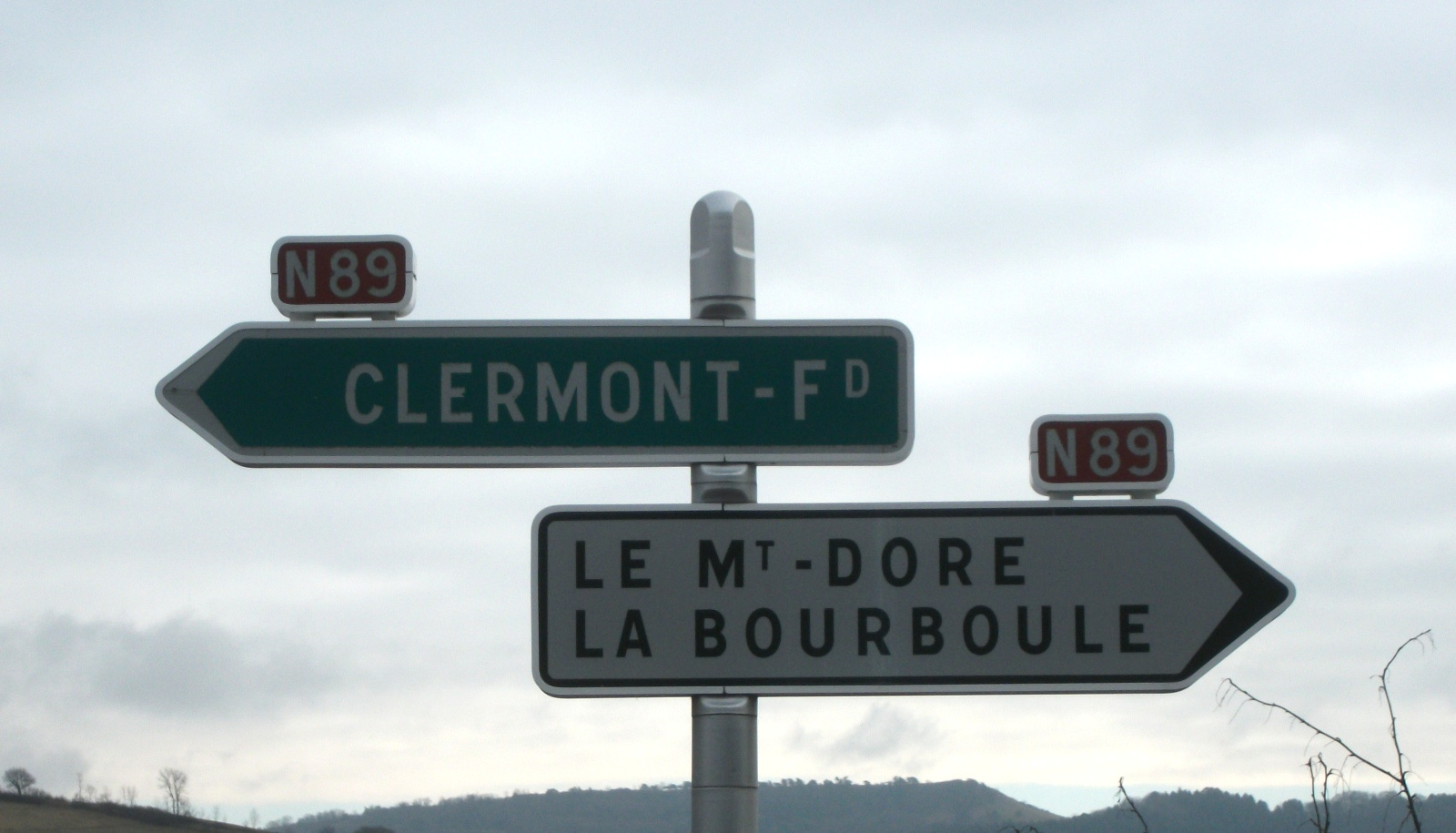
Panneaux de la Route nationale 89 à Ceyrat au débouché de la D 133 en provenance de Berzet et Saint-Genès-Champanelle (63).
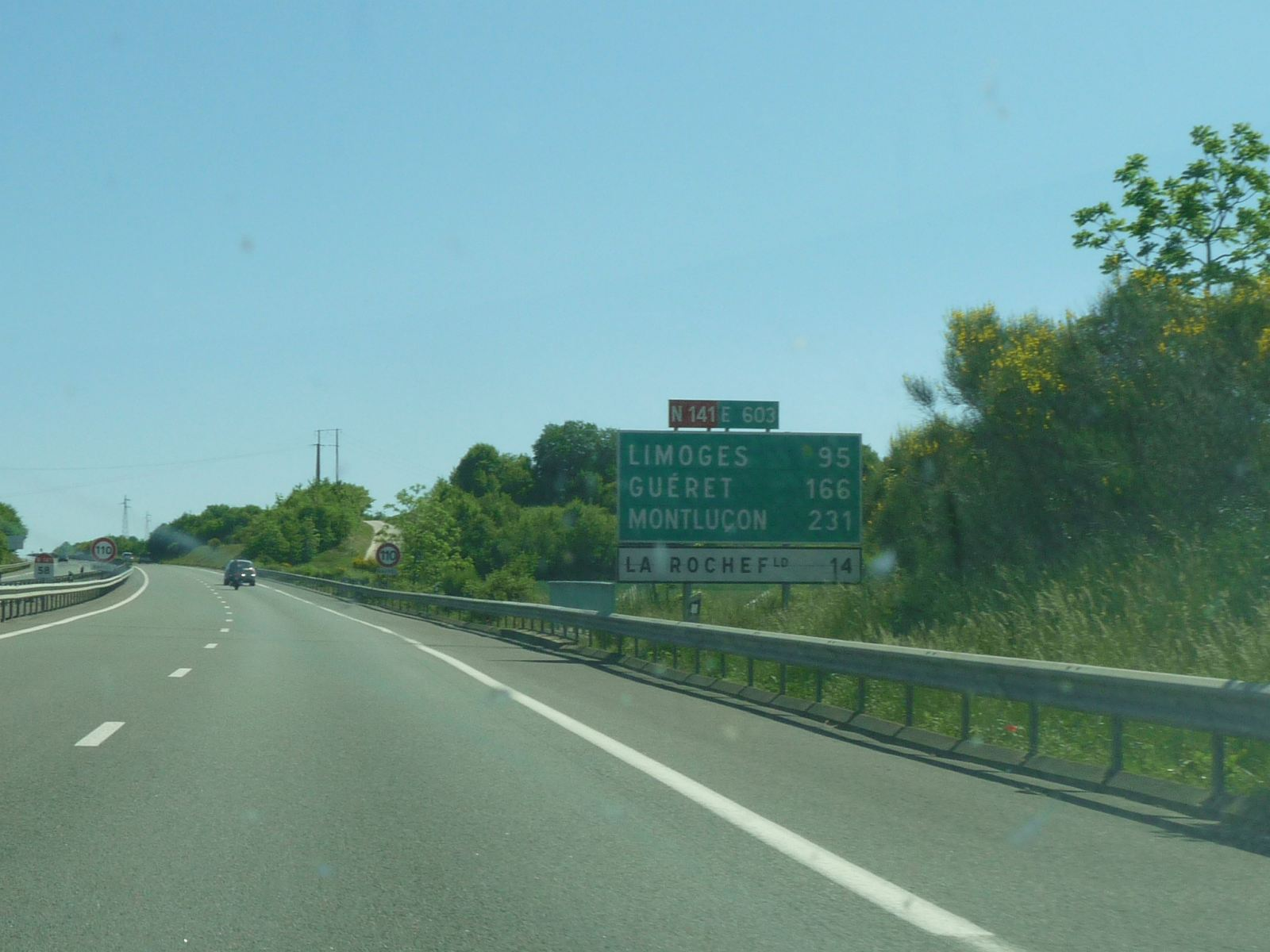
La RN 141 à l'est d'Angoulême.
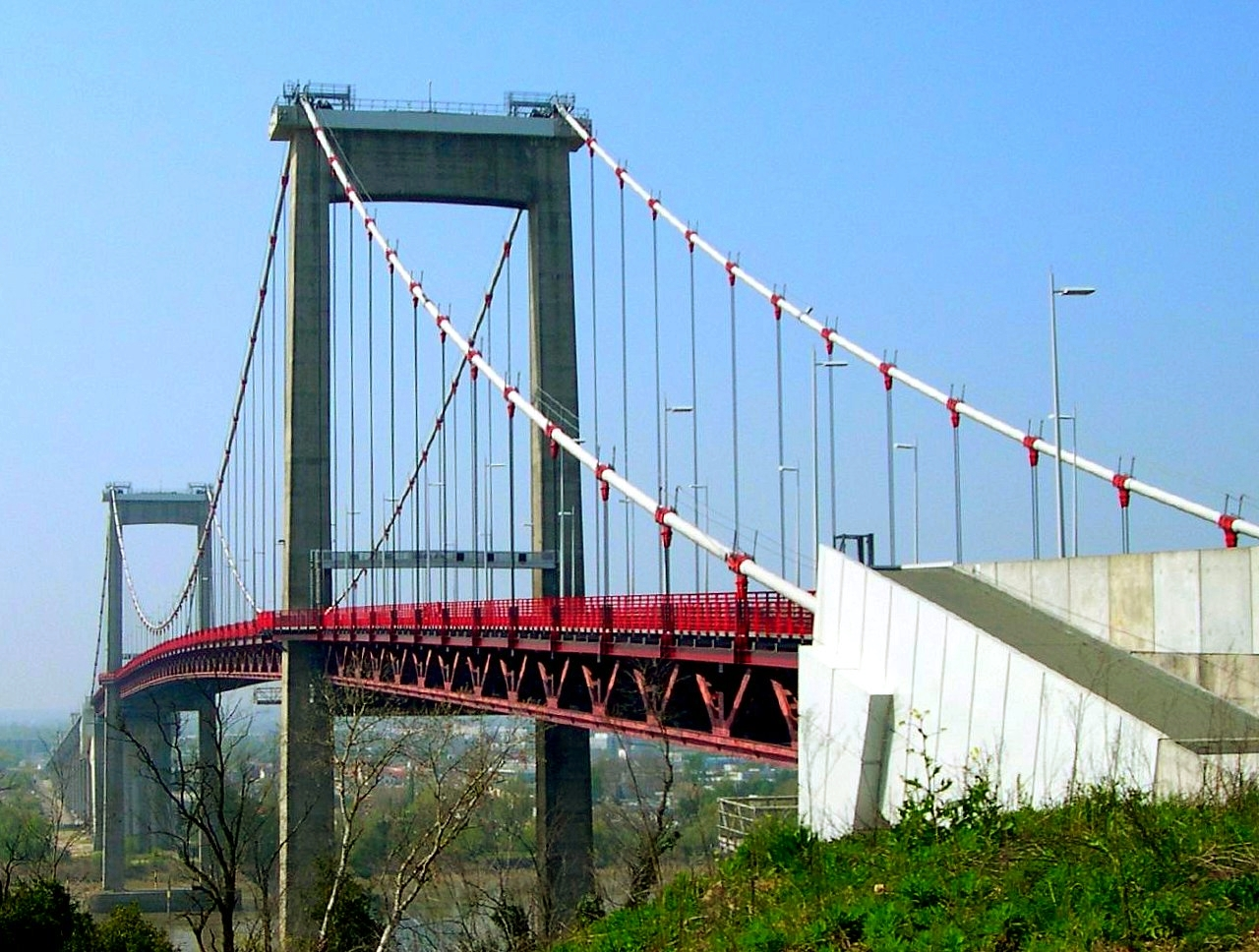
Le pont d'Aquitaine sur l'A630.

## Direction des routes d'Île-de-France (DIRIF)
La Direction des routes d'Île-de-France (DiRIF) est un service déconcentré du ministère chargé des transports, placé sous l’autorité du Préfet de la région d’Île-de-France au sein de la direction régionale et interdépartementale de l'environnement, de l'aménagement et des transports (DRIEAT).
Elle est le gestionnaire du réseau routier national non concédé en Île-de-France (1 300 km).
La DiRIF compte près de 1000 agents répartis sur une trentaine de sites en Île-de-France. Son siège est situé à Créteil.

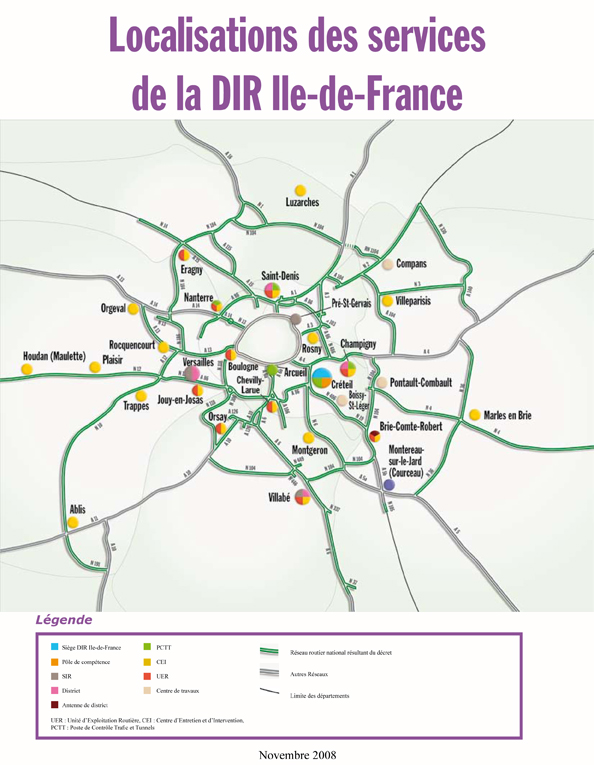

### 7 services métiers de la DiRIF
Les 4 arrondissements de gestion et d’exploitation de la route (AGER), répartis par secteur géographique (nord, sud, est, ouest), rassemblent les équipes de terrain chargées de l’exploitation et de l’entretien du réseau routier au quotidien. Chaque AGER se compose d’unités d’exploitation de la route (UER) auxquelles sont rattachées des centres d’entretien et d’intervention (CEI).
Le service du trafic et des tunnels (STT) supervise l’exploitation du trafic et des tunnels et assure la modernisation des 25 tunnels routiers. La surveillance du réseau y est assurée 24h/24 et 7 jours/7 par un centre de coordination du trafic (CTT) à l’échelle régionale et par 4 postes de contrôle tunnels et trafic (PCCT) répartis par secteur géographique (nord, sud, est, ouest). En cas d’incident, les PCTT déclenchent les actions et les interventions sur le terrain, en coordination avec les forces de l’ordre présentes (CRS autoroutières) dans chaque PCTT. En complément, le CTT prend, quant à lui, la main lorsqu’une situation dépasse le périmètre d’un PCTT.
Le service de la gestion patrimoniale du réseau (SGPR), est chargé de l’entretien du réseau routier dans toutes ses composantes : réparation des ouvrages d’art (ponts, viaducs et murs de soutènement), des équipements statiques, réalisation des aménagements environnementaux (bassins d’assainissement, passage à faunes etc…) et gestion des dépendances vertes. Il gère notamment la programmation de l’entretien du réseau dans une logique pluriannuelle, pour basculer progressivement vers un mode d’entretien préventif.
Le service de la modernisation du réseau (SMR) assure la maîtrise d’ouvrage des opérations de modernisation inscrites au sein du Contrat de Plan État-Région Île-de-France, telles que les constructions et aménagements de routes (requalification de la RN10 à Trappes, élargissement de la Francilienne, aménagement de la desserte du port de Bonneuil etc…) ainsi les projets de voies dédiées.

### 4 services transversaux
La mission de la politique et des moyens de l’exploitation (MIPOLEX) accompagne et apporte un appui à la gestion des moyens de l’exploitation de la route.
Le secrétariat général délégué (SGd) constitue le service ressources pour l’ensemble des entités de la DiRIF dans les domaines des ressources humaines, des finances, du juridique, de la logistique, de l’informatique et de l’immobilier.
Le département sécurité prévention (DSP) conseille la direction et les services dans l’évaluation des risques et la mise en place d’une politique de prévention des risques.
La mission communication (COM) a pour rôle d’accompagner la communication grand public de l’ensemble des opérations routières (projets sous maîtrise d’ouvrage DiRIF, travaux d’entretien, de modernisation des équipements et de réparation d’ouvrage). Facteur de transversalité, elle porte également la communication interne en veillant à valoriser l’ensemble des actions menées au sein des différents services.

## Direction interdépartementale des Routes Centre-Ouest

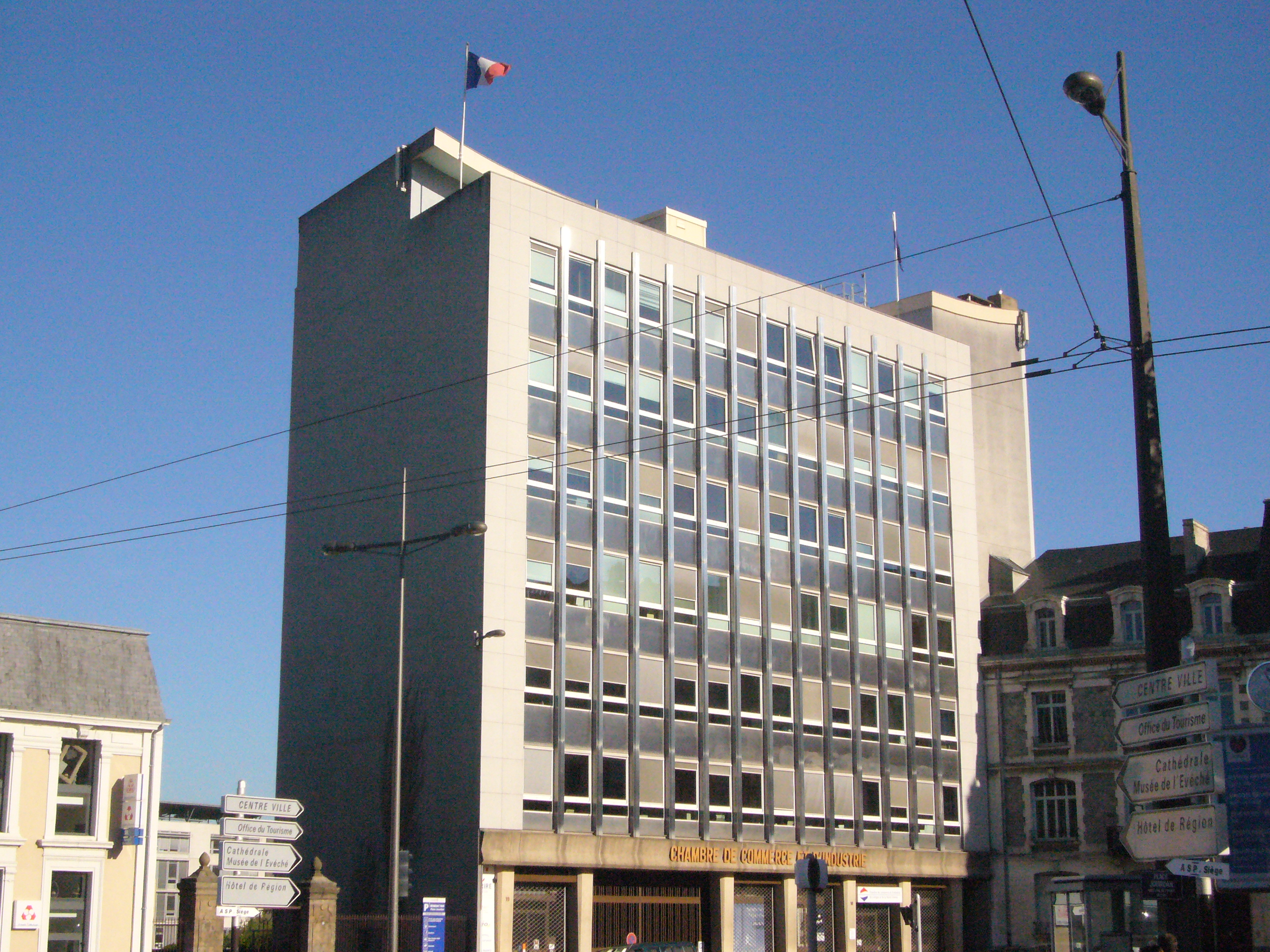
Le siège de la DIRCO à Limoges.

Son siège se situe à Limoges.

### Réseau
La DIR Centre-Ouest gère 1 150 km de routes, dont la portion non-concédée de l'A20, répartis sur quatorze départements : l'Allier, la Charente, le Cher, la Corrèze, la Creuse, la Dordogne, le Gers, l'Indre, le Lot-et-Garonne, le Maine-et-Loire, les Deux-Sèvres, la Vendée, la Vienne, et la Haute-Vienne dans les cinq régions Nouvelle-Aquitaine, Auvergne-Rhône-Alpes, Centre-Val de Loire, Occitanie, et Pays de la Loire.
Cela en fait la 4e DIR par la longueur du réseau exploité.

#### Autoroutes
La DIR Centre-Ouest gère une seule portion d'autoroute, l'autoroute A20, entre l'A71 à Vierzon, et Nespouls (échangeur no 53).

#### Routes nationales
Le nombre de routes nationales gérées par la DIR Centre-Ouest, comprend de nombreuses portions de la Route Centre-Europe Atlantique (RCEA), partiellement aménagées :
- la route nationale 21, entre Limoges et Lectoure (Gers) ;
- la route nationale 141, entre Limoges et Chasseneuil-sur-Bonnieure (Charente), portion de la RCEA ;
- la route nationale 142, à Bourges ;
- la route nationale 145, entre Bellac et Montluçon, portion de la RCEA ;
- la route nationale 147, entre Limoges et Poitiers, portion de la RCEA ;
- la route nationale 149, et la route nationale 249 entre Poitiers et Cholet, toutes deux portions de la RCEA ;
- la route nationale 151, entre Châteauroux et La Charité-sur-Loire ;
- la route nationale 221, à Périgueux ;
- la route nationale 520, à Limoges ;
- la route nationale 1021, portion nord de la Rocade d'Agen, de Foulayronnes, jusqu'à la N1113 à Colayrac-Saint-Cirq ;
- la route nationale 1113, de la N1021 à Colayrac-Saint-Cirq, jusqu'à la N21 à Agen[9].

### Galerie

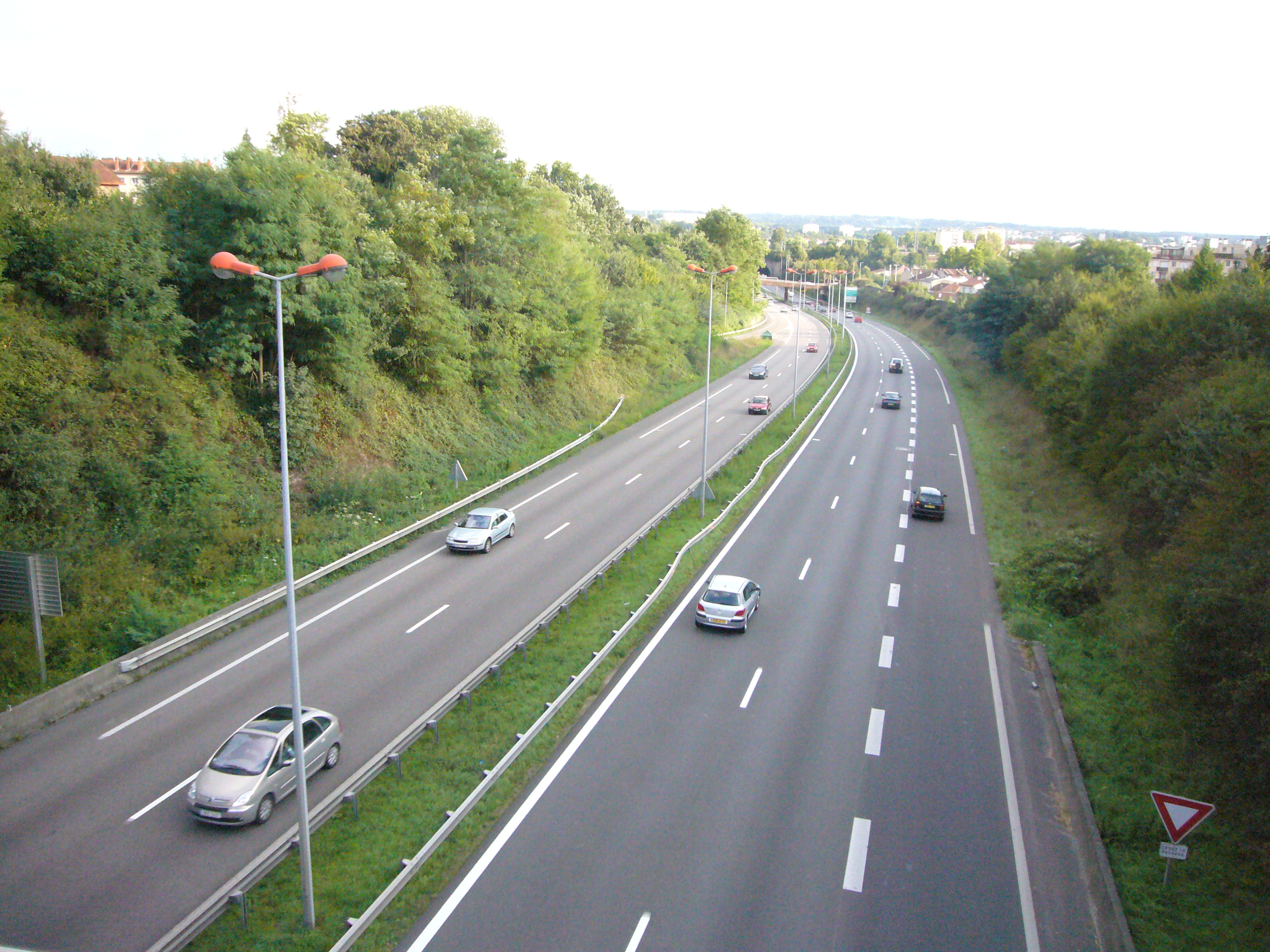
L'A20 dans sa traversée de Limoges.
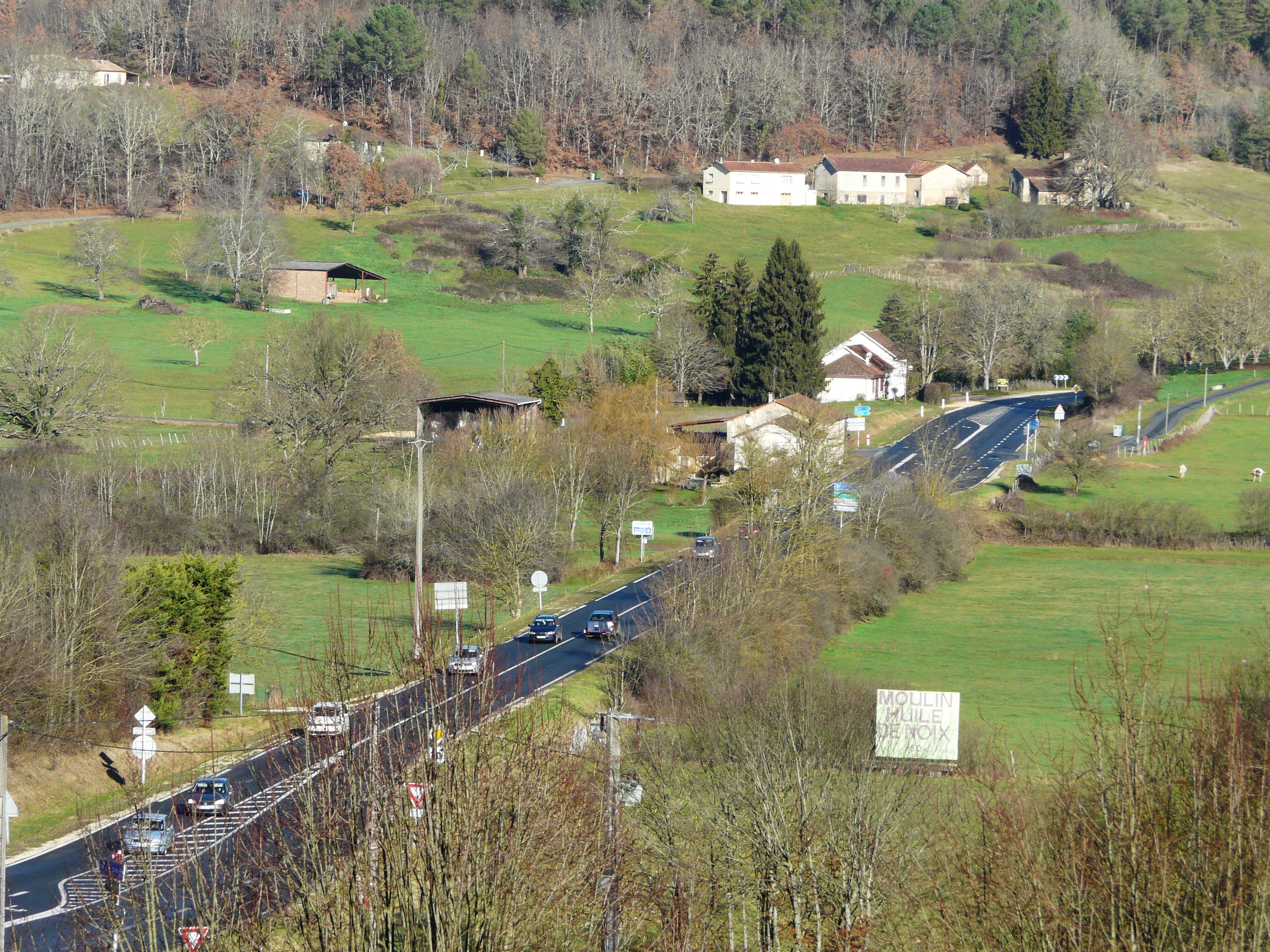
La route nationale 21 en Dordogne.
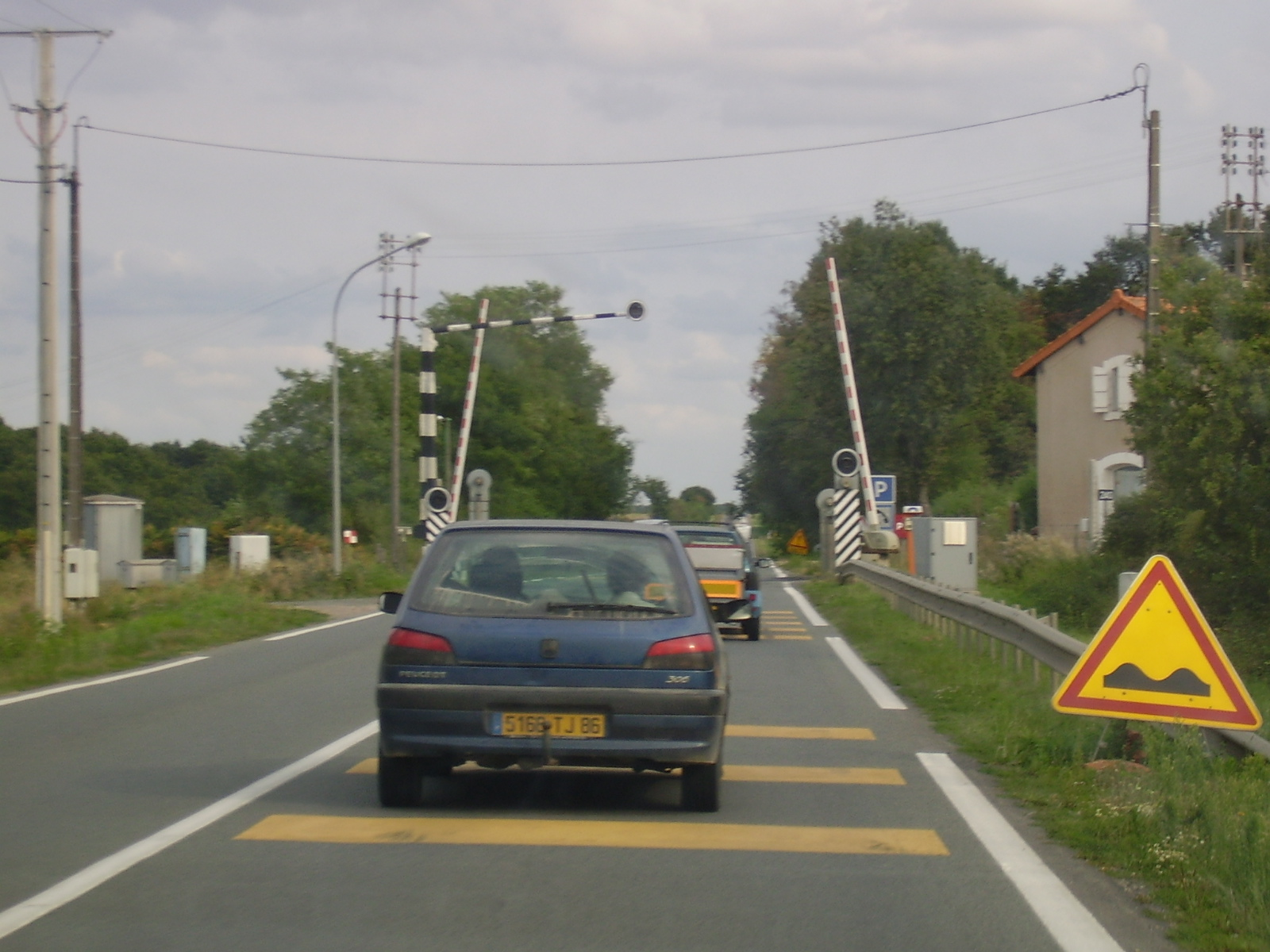
La route nationale 147 dans la Vienne.
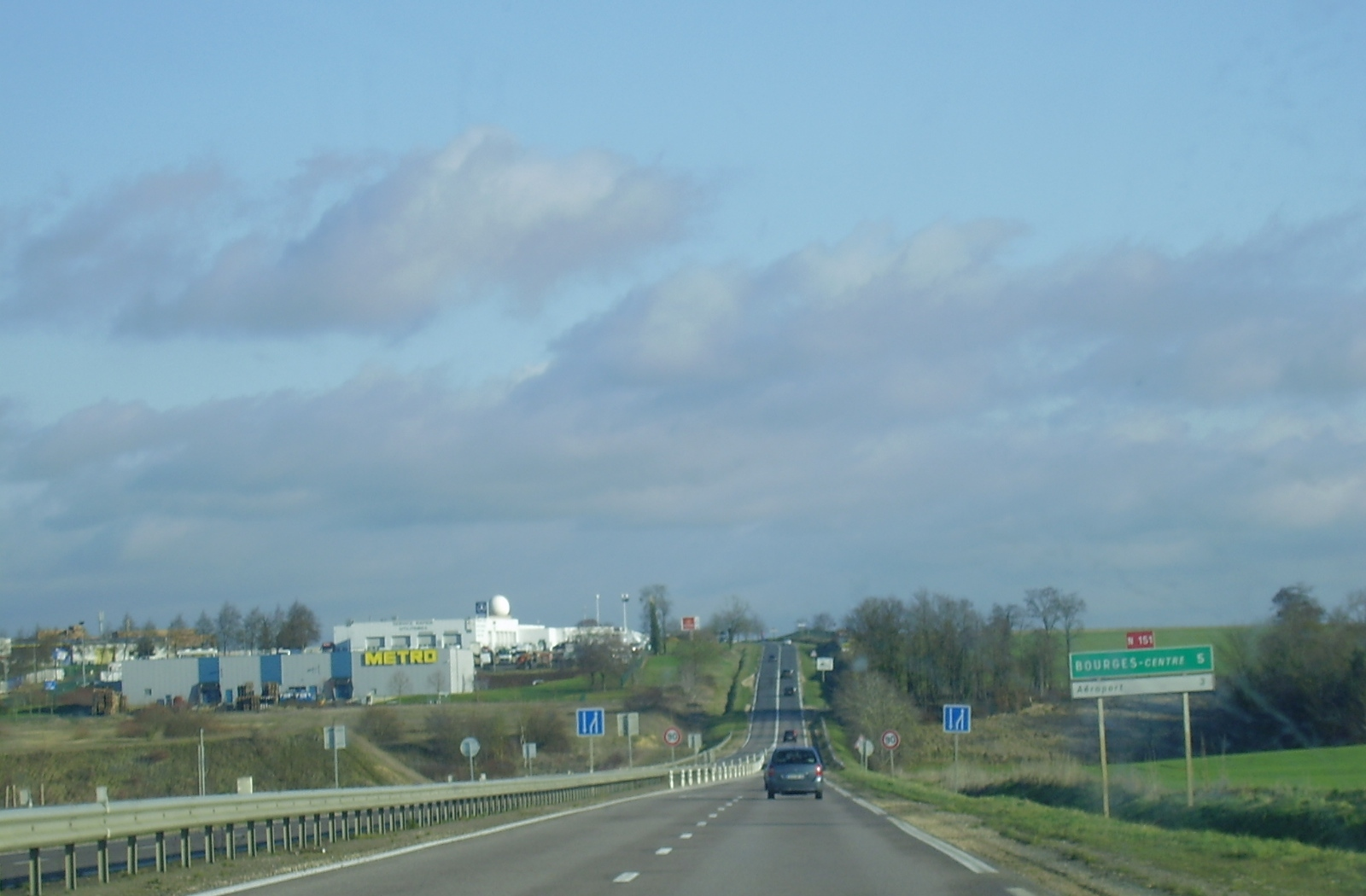
La route nationale 151 près de Bourges.

## Direction interdépartementale des Routes Ouest
Son siège se situe à Rennes, où est également implanté le CRICR Ouest.

## Direction interdépartementale des Routes Méditerranée
Son siège se situe à Marseille, où est également implanté le CRICR Méditerranée.

### Réseau
La DIR Méditerranée gère 743 km de routes, répartis en région Provence-Alpes-Côte d'Azur, Occitanie et Auvergne-Rhône-Alpes, sur neuf départements : les Alpes-de-Haute-Provence, les Hautes-Alpes, les Alpes-Maritimes, les Bouches-du-Rhône, le Gard, l'Hérault, l'Isère, le Var et le Vaucluse.

#### Autoroutes urbaines non concédées
Les autoroutes qui relèvent de la DIR Méditerranée sont :
- l'A7 de Rognac à Marseille ;
- l'A50 de Marseille à Aubagne Sud ;
- l'A51 d'Aix-en-Provence à Septèmes-les-Vallons ;
- l'A55 de Marseille à Martigues ;
- l'A501 Section située à Aubagne ;
- l'A502 Section située à Aubagne ;
- l'A507 Section située à Marseille ;
- l'A515 Section située à Bouc-Bel-Air ;
- l'A516 Section située à Aix-en-Provence ;
- l'A517 Section située à Septèmes-les-Vallons ;
- l'A551 Section située aux Pennes-Mirabeau ;
- l'A552 Section située aux Pennes-Mirabeau ;
- l'A557 Section située à Marseille ;
- l'A570 de Hyères à La Garde.

#### Routes nationales
Les routes nationales qui relèvent de la DIR Méditerranée sont :
- la route nationale 7, de Lamotte-du-Rhône à Orange, puis d'Avignon à Noves ;
- la route nationale 85, de Vizille à La Saulce, puis d'Aubignosc à Barrême ;
- la route nationale 86, de Lamotte-du-Rhône à Bagnols-sur-Cèze ;
- la route nationale 94, de Gap à Montgenèvre (frontière France-Italie) ;
- la route nationale 98 (Section située à Hyères) ;
- la route nationale 100, de Remoulins à Villeneuve-lès-Avignon ;
- la route nationale 106, de Nîmes à Saint-Chély-d'Apcher ;
- la route nationale 113, de Saint-Martin-de-Crau à Arles puis de Nîmes à Vendargues ;
- la route nationale 202, entre Barrême et Pont-de-Gueydan (commune de Saint-Benoît). ;
- la route nationale 296 (Section située à Aix-en-Provence) ;
- la route nationale 568, de Raphèle-lès-Arles à Port-de-Bouc ;
- la route nationale 569, de Salon-de-Provence à Fos-sur-Mer ;
- la route nationale 572, (Section située à Arles) ;
- la route nationale 580, de Bagnols-sur-Cèze à Roquemaure ;
- la route nationale 1050 (Section située à Toulon) ;
- la route nationale 1547 (Section située à Marseille).

### Galerie

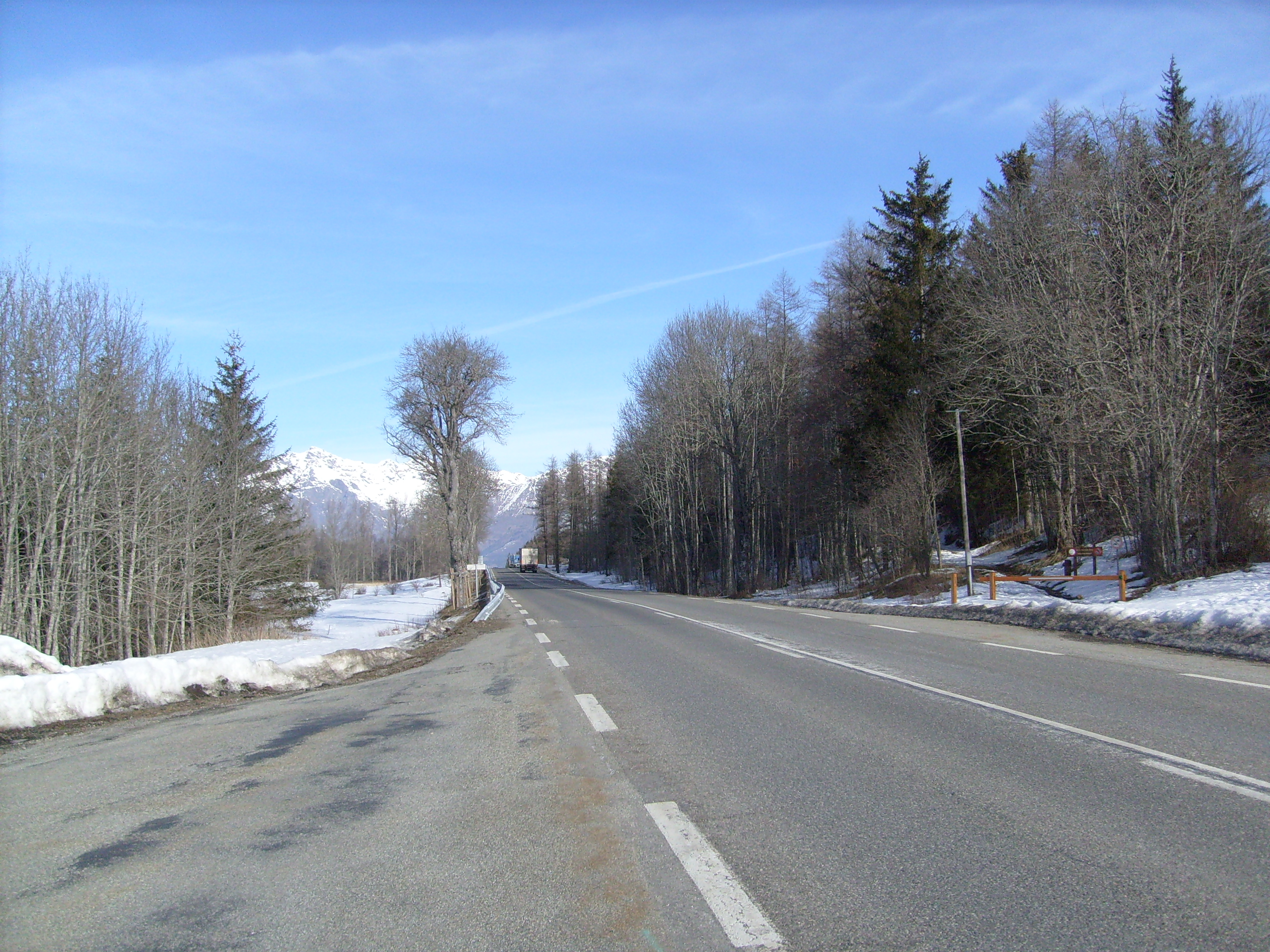
La RN 85 au col Bayard en direction du Champsaur.
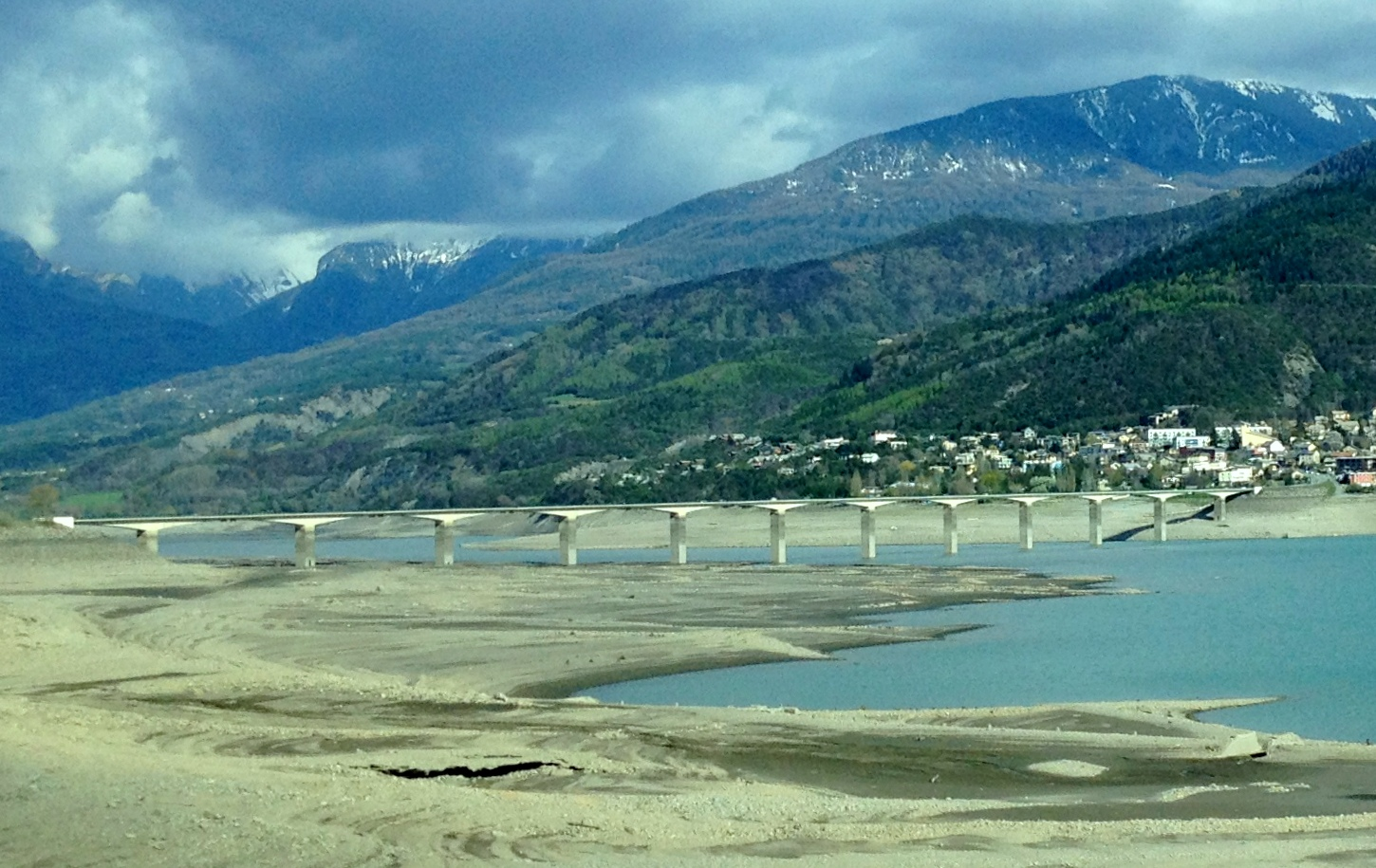
La RN 94 franchit le pont de Savines.
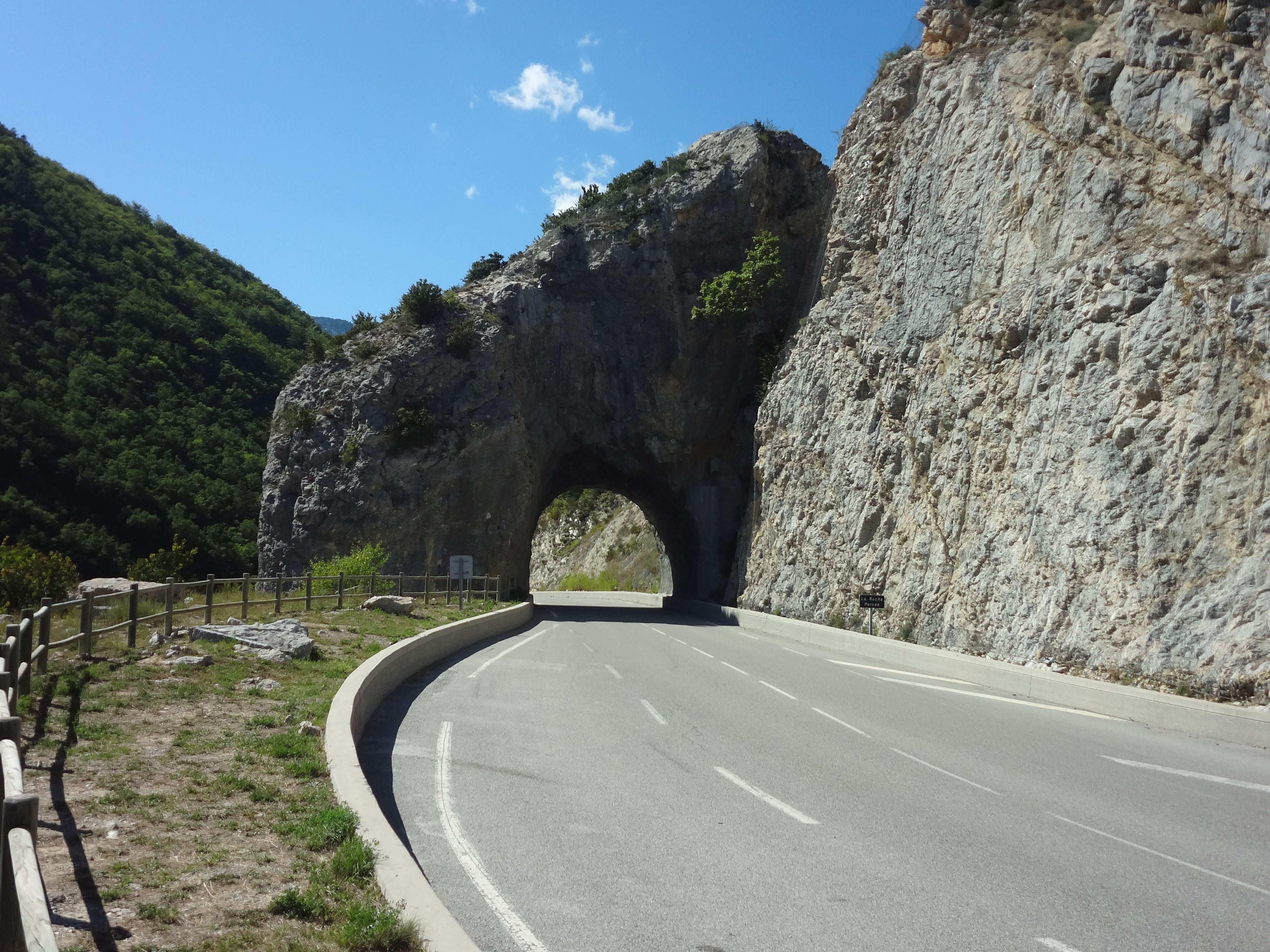
La Roche-Percée, après le hameau de Rouaine, dans la traversée des gorges de la Galange (commune d'Annot) sur la RN 202.

## Direction interdépartementale des Routes Massif central
Son siège se situe à Clermont-Ferrand.

### Réseau
La DIR Massif central gère 908 km de routes, répartis sur huit départements : l'Ardèche, l'Aveyron, le Cantal, l'Hérault, la Haute-Loire, le Lot, la Lozère, et le Puy-de-Dôme, dans les deux régions Auvergne-Rhône-Alpes et Occitanie.
Parmi les principaux axes gérés par la DIR Massif central, figure l'autoroute A75, exception faite de la section concédée du viaduc de Millau. Le relief accidenté de la région implique que la DIR exploite et gère de nombreux ouvrages d'art. La gratuité de l'A75 multiplie également le nombre d'échangeurs.

#### Autoroutes
La DIR Massif central gère quatre autoroutes :
- l'autoroute A75, dans sa quasi-totalité (la section du Viaduc de Millau, étant concédée à Eiffage), de l'A71 à Clermont-Ferrand, jusqu'à l'A9 à Béziers ;
- l'autoroute A711, entre Clermont-Ferrand et l'A712 (échangeur no 1.4), le reste étant concédé à ASF pour le raccordement à l'A89 ;
- l'autoroute A712 ;
- l'autoroute A750, en totalité, de l'A75 à Ceyras, à la N109 à Saint-Georges-d'Orques (échangeur no 62), près de Montpellier.

#### Routes nationales
Les routes nationales gérées par la DIR Massif central sont :
- la route nationale 9, de Pézenas à Béziers ;
- la route nationale 88, de l'A75 à Le Monastier-Pin-Moriès, jusqu'à la limite entre la Loire et la Haute-Loire, près de Firminy, ainsi que la section de raccordement à l'A75 près de Sévérac d'Aveyron ;
- la route nationale 102, de l'A75 à Lempdes-sur-Allagnon, jusqu'à Alba-la-Romaine ;
- la route nationale 106, de la N88 à Balsièges, jusqu'au col de Jalcreste ;
- la route nationale 109, de l'A750 à Saint-Georges-d'Orques, jusqu'à Montpellier ;
- la route nationale 122, de l'A75 à Massiac, jusqu'à Figeac[12].

### Galerie

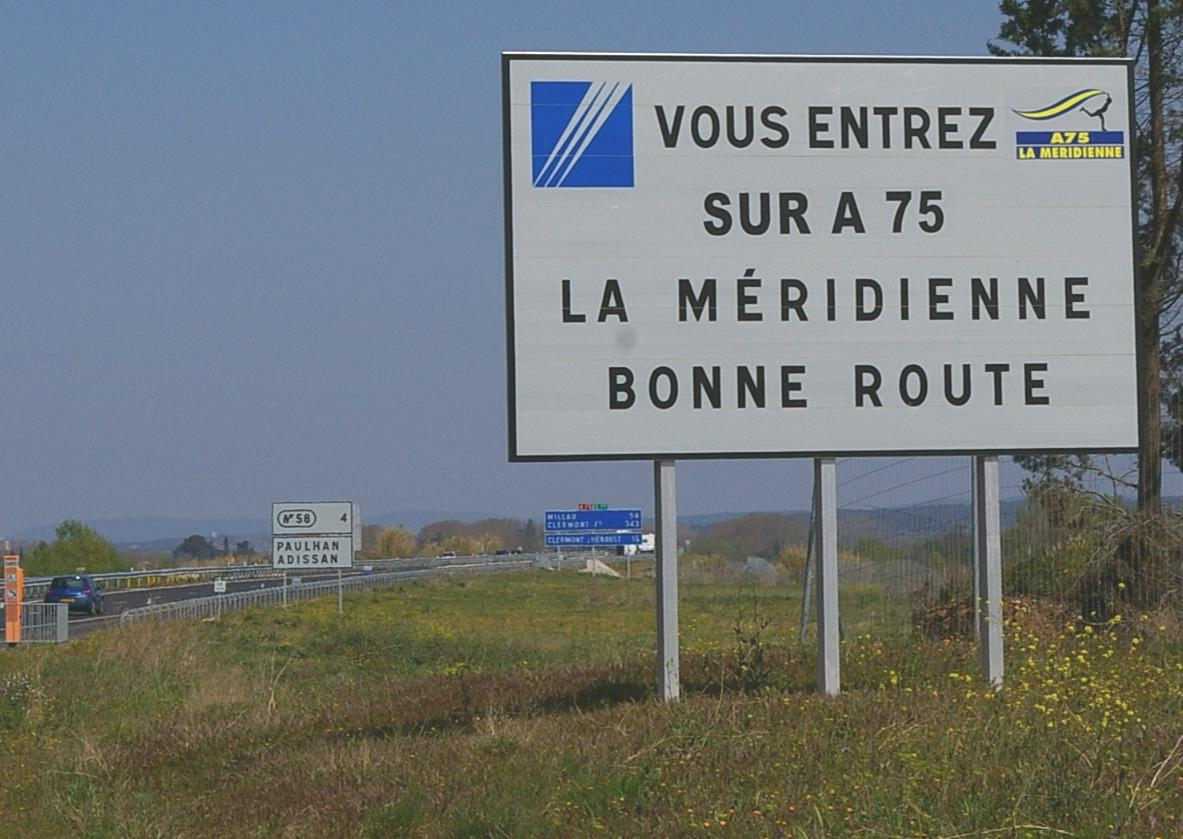
L'A75 à Pézenas, à l'extrême-sud de son tracé.
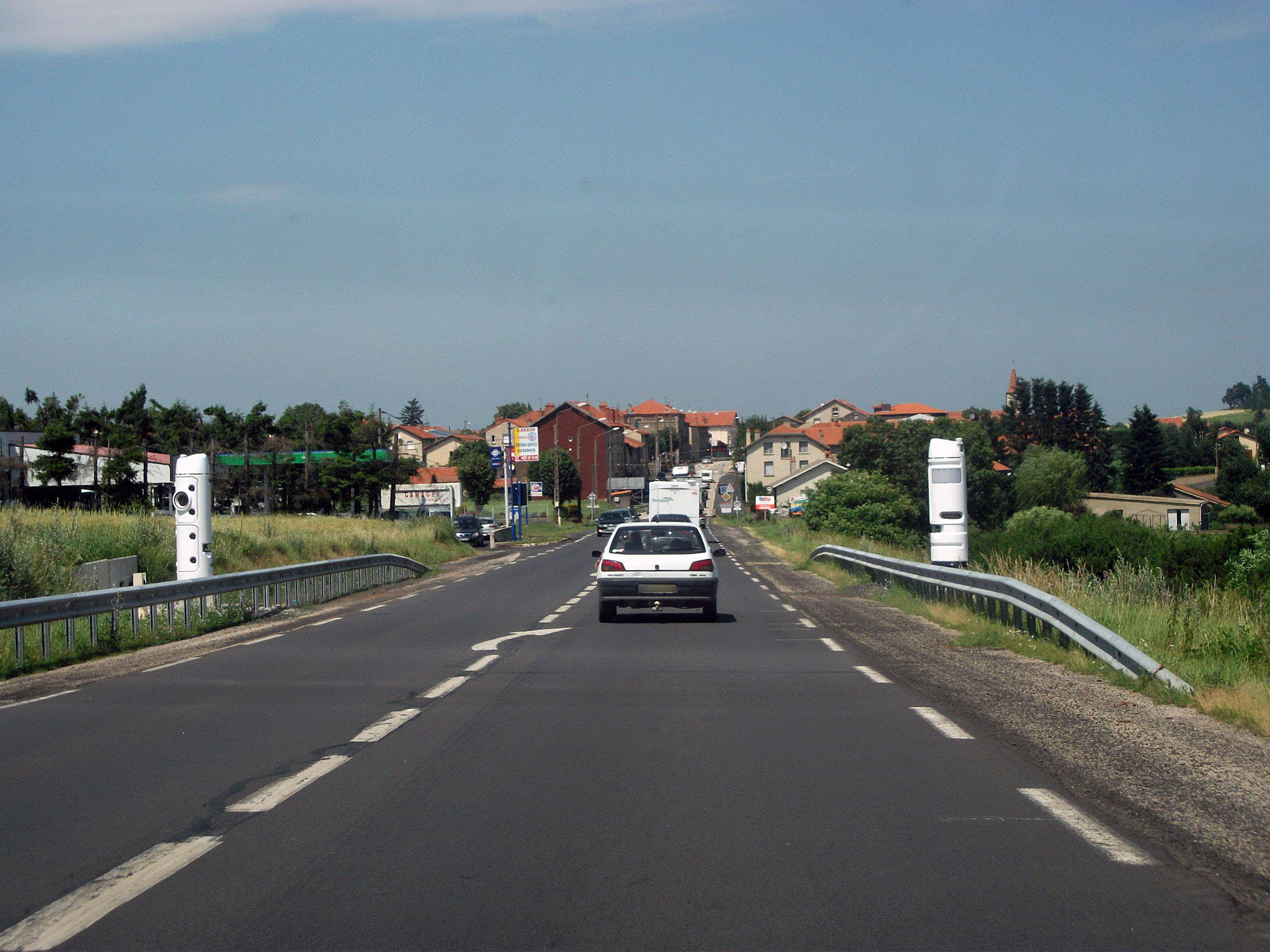
La route nationale 88 à Costaros, en Haute-Loire.
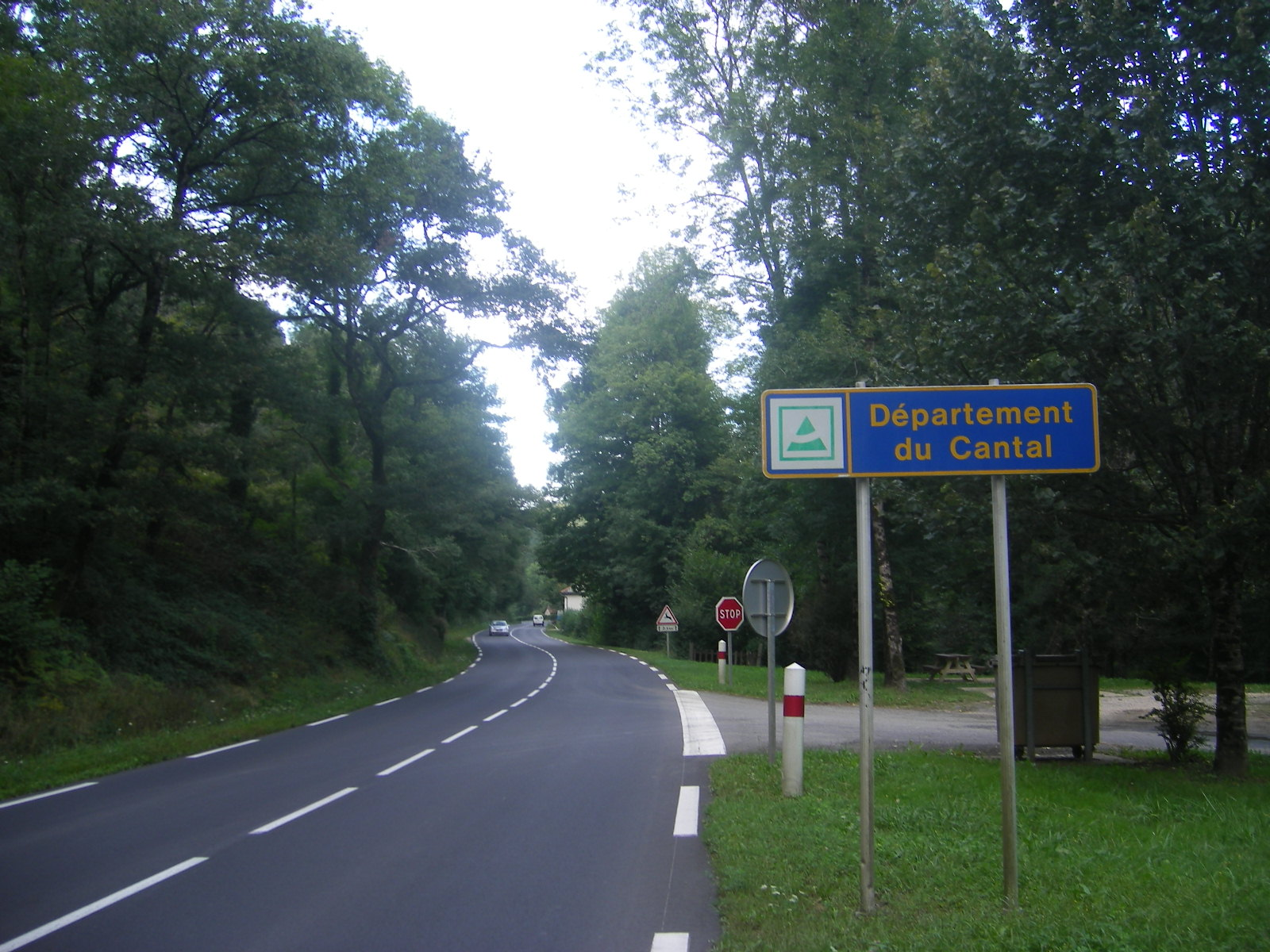
La route nationale 122 entre Figeac et Maurs à l'entrée du département du Cantal.

## Direction interdépartementale des Routes Centre-Est
Son siège se situe à Lyon, où est également implanté le CRICR Centre-Est.

### Réseau
La DIR Centre-Est gère 1 232 km de routes, réparties sur douze départements (Allier, Ardèche, Aube, Côte-d'Or, Drôme, Isère, Loire, Nièvre, Rhône, Savoie, Saône-et-Loire, Yonne) et les trois régions Auvergne-Rhône-Alpes, Bourgogne-Franche-Comté et Champagne-Ardenne).
Le réseau se compose de plusieurs axes routiers dont la RN 7 entre le nord de la Nièvre et Lyon, la portion orientale de la Route Centre Europe Atlantique entre Montmarault et Mâcon, ou encore l'autoroute A38 près de Dijon.

#### Autoroutes
- l'autoroute A7 de Pierre-Bénite à Ternay
- l'autoroute A38 de Pouilly-en-Auxois à Dijon
- l'autoroute A42 de Villeurbanne à Vaulx-en-Velin (Nœud des Îles)
- l'autoroute A43 du périphérique de Lyon à Bron (sortie 3)
- l'autoroute A47 de Ternay à Saint-Chamond
- l'autoroute A72 d'Andrézieux-Bouthéon à Saint-Étienne
- l'autoroute A77 de Cosne-Cours-sur-Loire (sortie 22) à Nevers (sortie 37)
- l'autoroute A450 de Pierre-Bénite à Brignais

#### Routes nationales
- la route nationale 6 : rocade d'Auxerre et liaison A89-A6 au nord de Lyon
- la route nationale 7 de Nevers à Lentilly et de Communay à Lapalud
- la route nationale 65 : liaison RN 6-A6 au sud d'Auxerre
- la route nationale 70 de Montchanin à Paray-le-Monial
- la route nationale 77 d'Auxerre à Troyes
- la route nationale 79 de Mâcon à Digoin
- la route nationale 80 de Chalon-sur-Saône à Montchanin
- la route nationale 82 de Vendranges à Balbigny
- la route nationale 85 du Pont-de-Claix à Laffrey
- la route nationale 87 : rocade sud de Grenoble
- la route nationale 88 de Saint-Chamond à Fraisses-Unieux
- la route nationale 90 de Gilly-sur-Isère à Bourg-Saint-Maurice
- la route nationale 102 de Montélimar à Alba-la-Romaine
- la route nationale 151 de La Charité-sur-Loire à Auxerre
- la route nationale 201 : traversée de Chambéry
- la route nationale 274 : rocade de Dijon
- la route nationale 346 : rocade est de Lyon
- la route nationale 481 : pénétrante nord de Grenoble
- la route nationale 488 : pénétrante est de Saint-Étienne
- la route nationale 532 de Bourg-de-Péage à Valence
- la route nationale 2043 : avenue Jean-Mermoz à Lyon

#### Anciens tronçons
- A6 et A7 de Limonest/Dardilly à Pierre-Bénite déclassées en 2017
- A48 et A480 de Saint-Égrève à Varces concédées à AREA en 2015
- N79 (Mâcon) concédé a APRR en 2015 devenu A406 en 2019
- N79 (Montmarault-Digoin) concédé à APRR en 2020 devenu A79 en 2022
- N7 et N489 La Tour de Salvagny - Limonest devenues A89 en 2018
- N205 de Passy à Chamonix concédée à ATMB en 2010

### Galerie

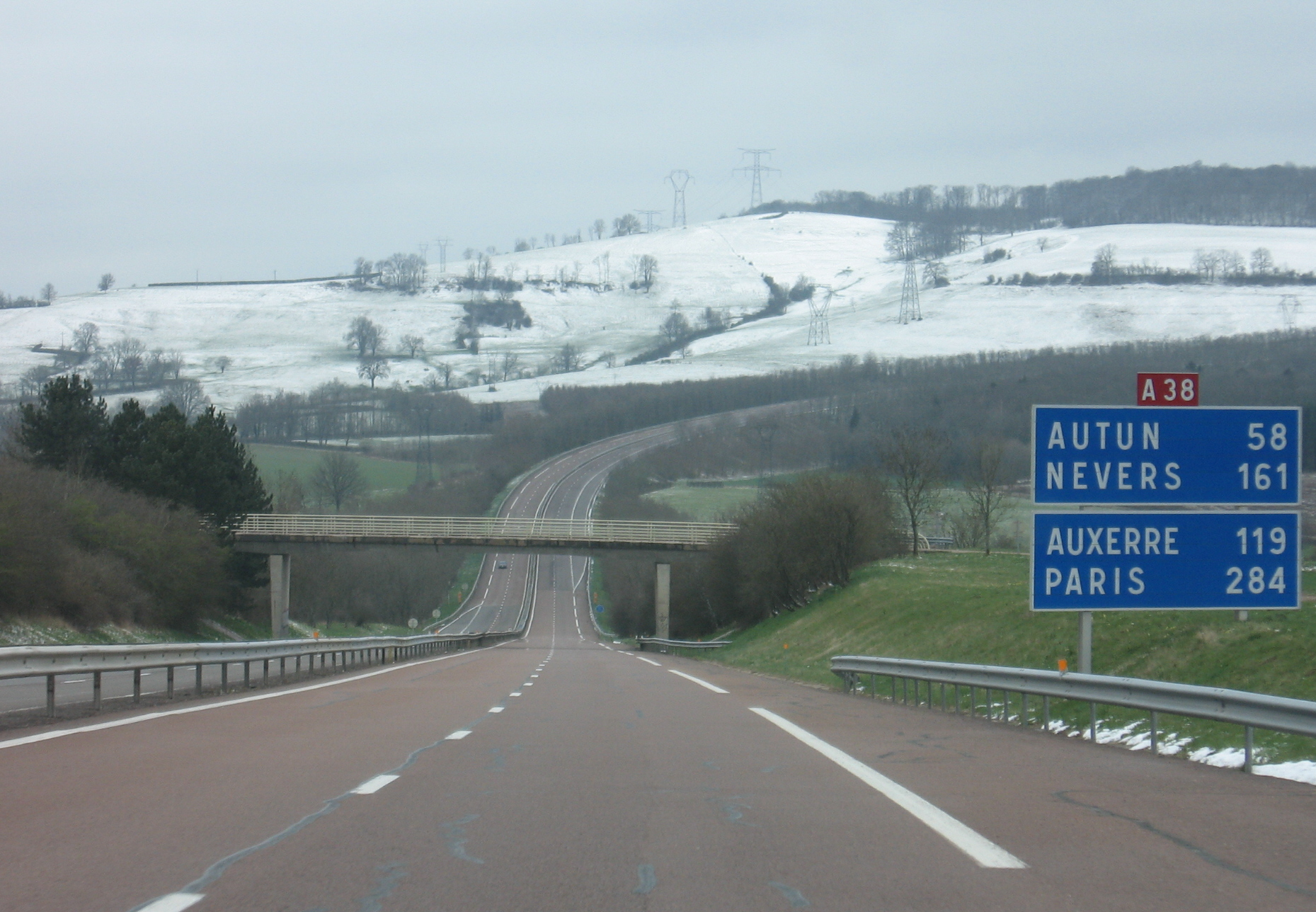
L'autoroute A38, non concédée.
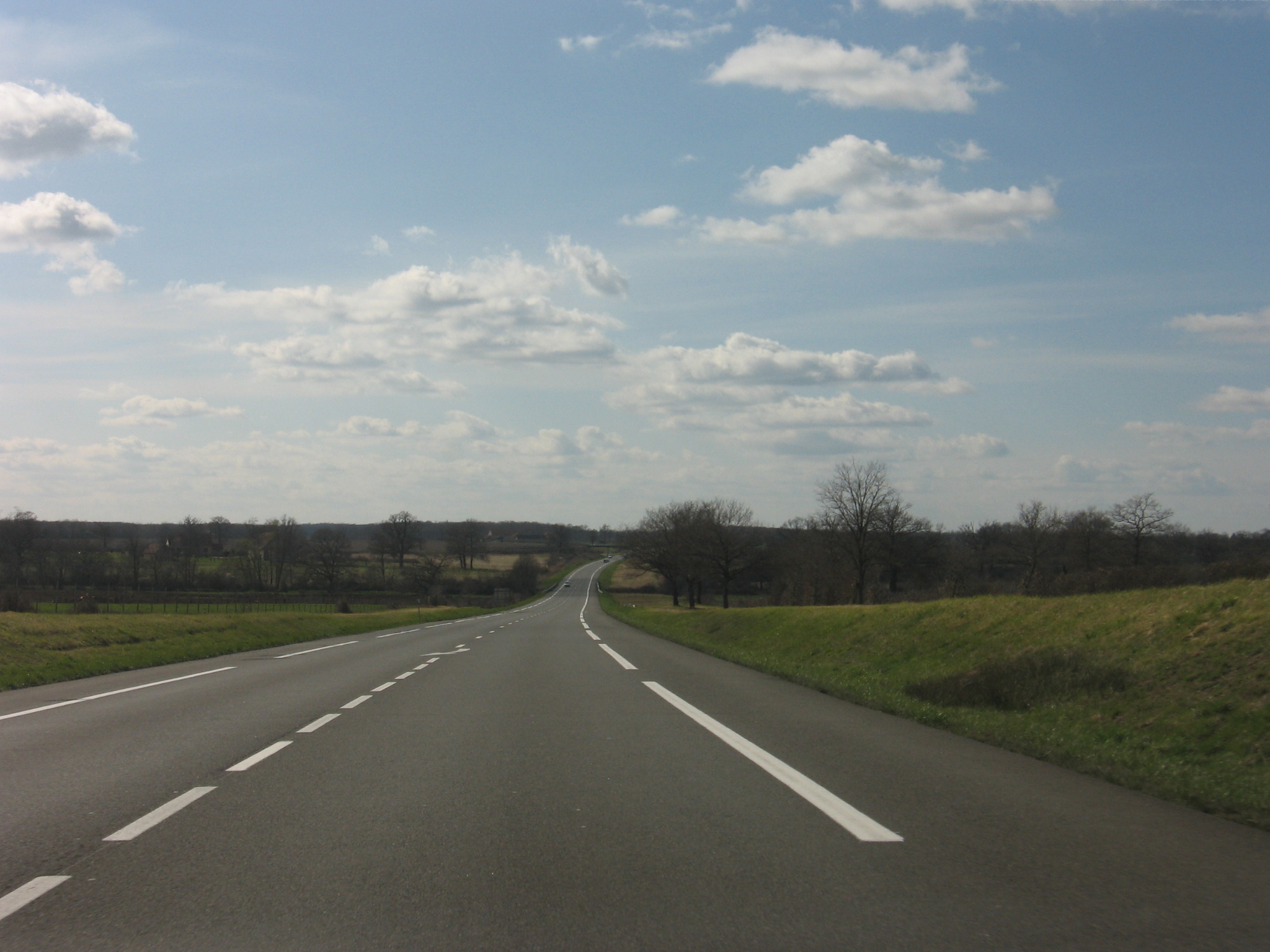
La route nationale 79 (RCEA) dans l'Allier.
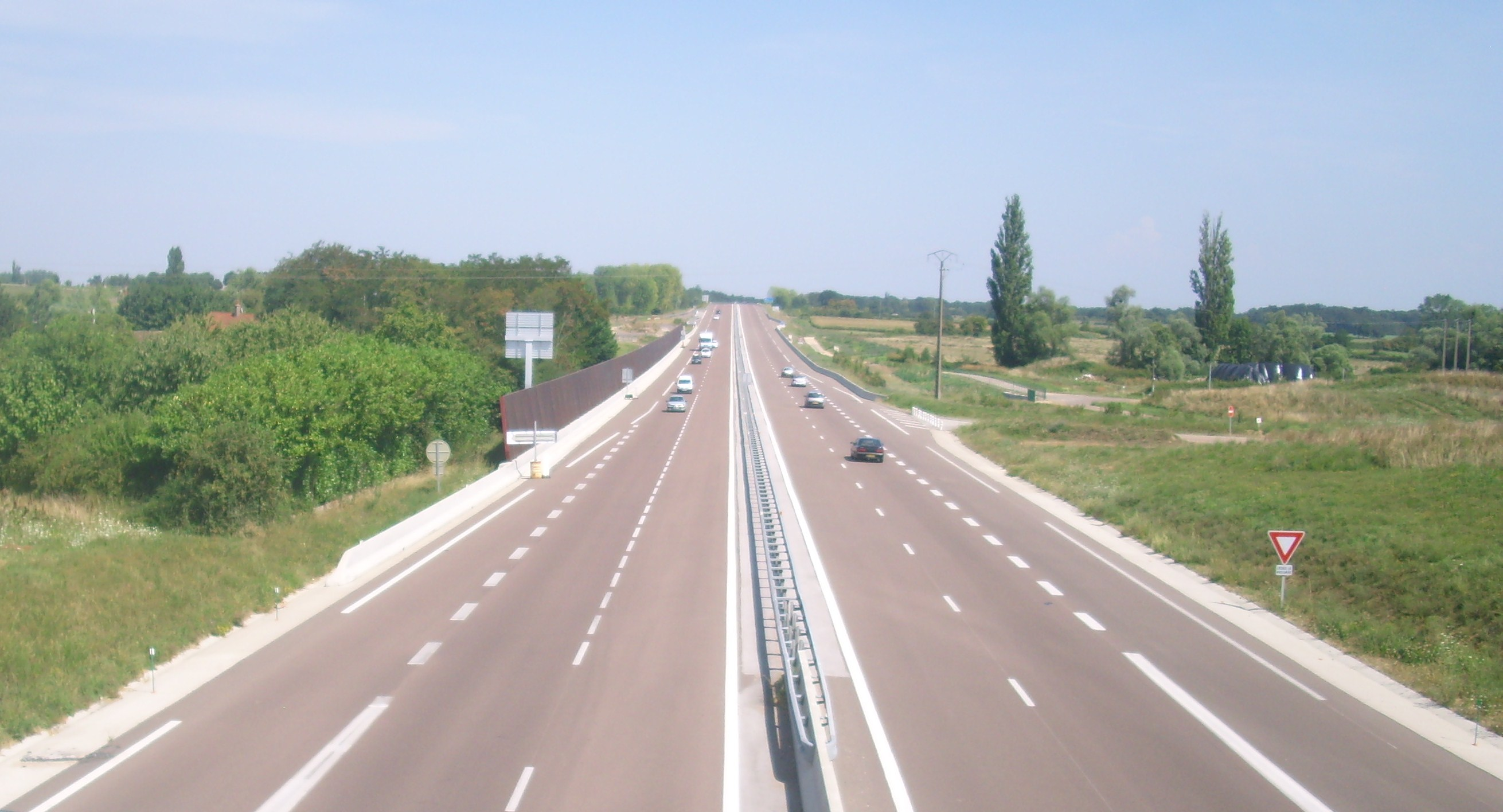
La route nationale 80 à Saint-Désert (Saône-et-Loire).
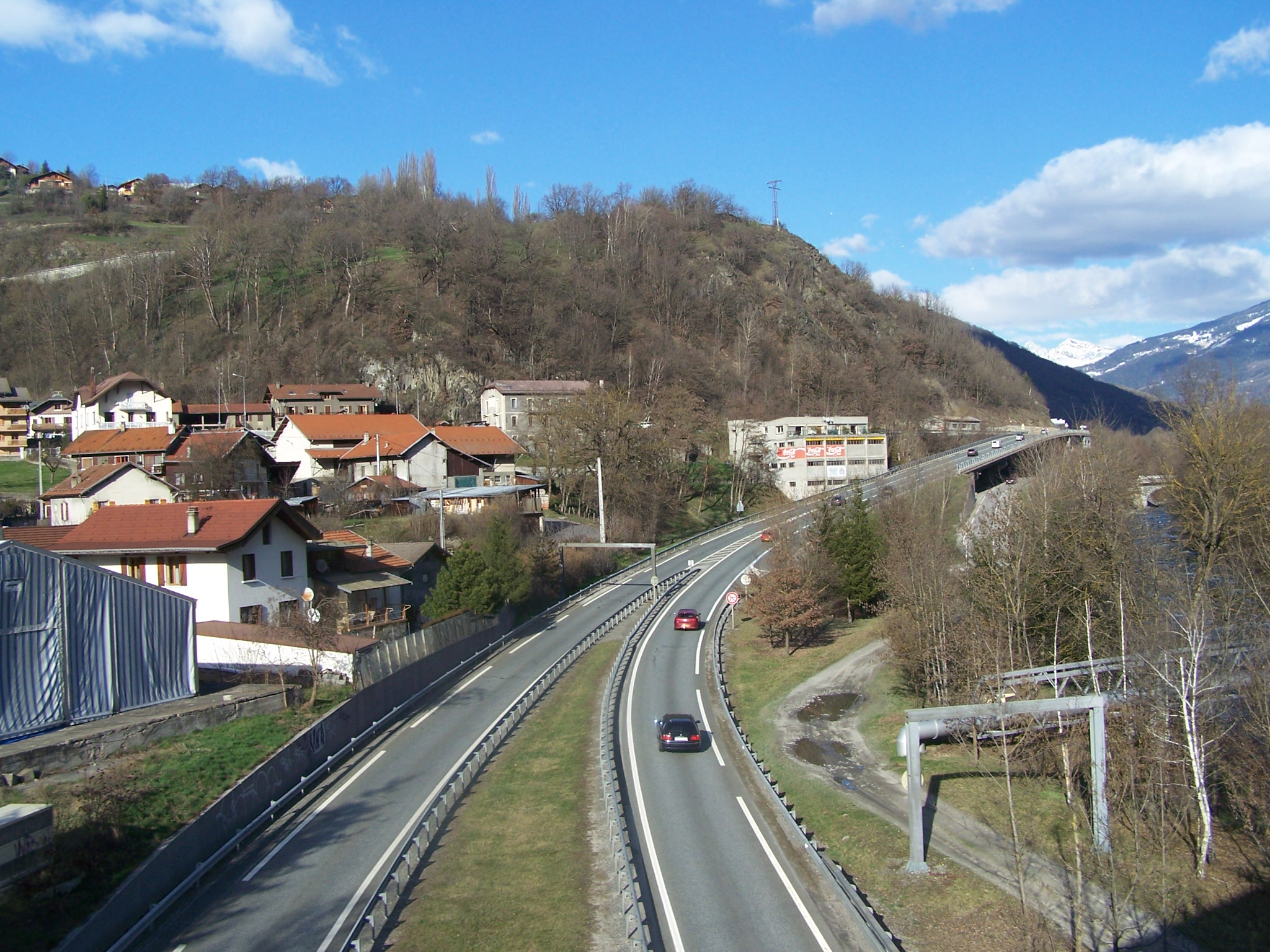
La route nationale 90 à Aime (Savoie).

## Direction interdépartementale des Routes Nord
Siège à Lille (CRICR Nord).

### Autoroutes
- l'autoroute A1 de Dourges à Lille
- l'autoroute A2 de Hordain à la frontière belge
- l'autoroute A16 de Boulogne-sur-Mer à la frontière belge
- l'autoroute A21 de Liévin à Denain
- l'autoroute A22 de Ronchin à Neuville-en-Ferrain
- l'autoroute A23 de Villeneuve-d'Ascq à Valenciennes
- l'autoroute A27 de Villeneuve-d'Ascq à la frontière belge
- l'autoroute A34 de Reims à Sedan
- l'autoroute A211 de Lens à Avion
- l'autoroute A216 Rocade est de Calais
- l'autoroute A304 de La Francheville à Rocroi

### Routes nationales
- la N1 rocade d'Amiens et desserte de Port de Boulogne-sur-Mer
- la N2 de Le Plessis-Belleville à Feignies
- la N17 d'Arras à Lens
- la N25 d'Amiens à Arras
- la N31 de Beauvais-ouest à Reims
- la N41 d'Englos à La Bassée
- la N42 de Boulogne-sur-Mer à Saint-Omer
- la N43 Rocade ouest de Charleville et Rocade sud de Sedan
- la N47 de Lens à La Bassée
- la N51 de Caurel à Rethel-nord
- la N58 de Sedan à Bouillon
- la N216 Rocade est de Calais
- la N225 de Bergues à Dunkerque
- la N227 de Villeneuve-d'Ascq à Roubaix
- la N244 à Cormontreuil
- la N316 desserte du terminal méthanier de Dunkerque
- la N324 Liaison A1 N330 à Senlis
- la N330 de Senlis) à Le Plessis-Belleville
- la N356 Boulevard périphérique de Lille
- la N416 Liaison A16 N1 au sud de Boulogne-sur-Mer
- la N425 à Arras

### Galerie

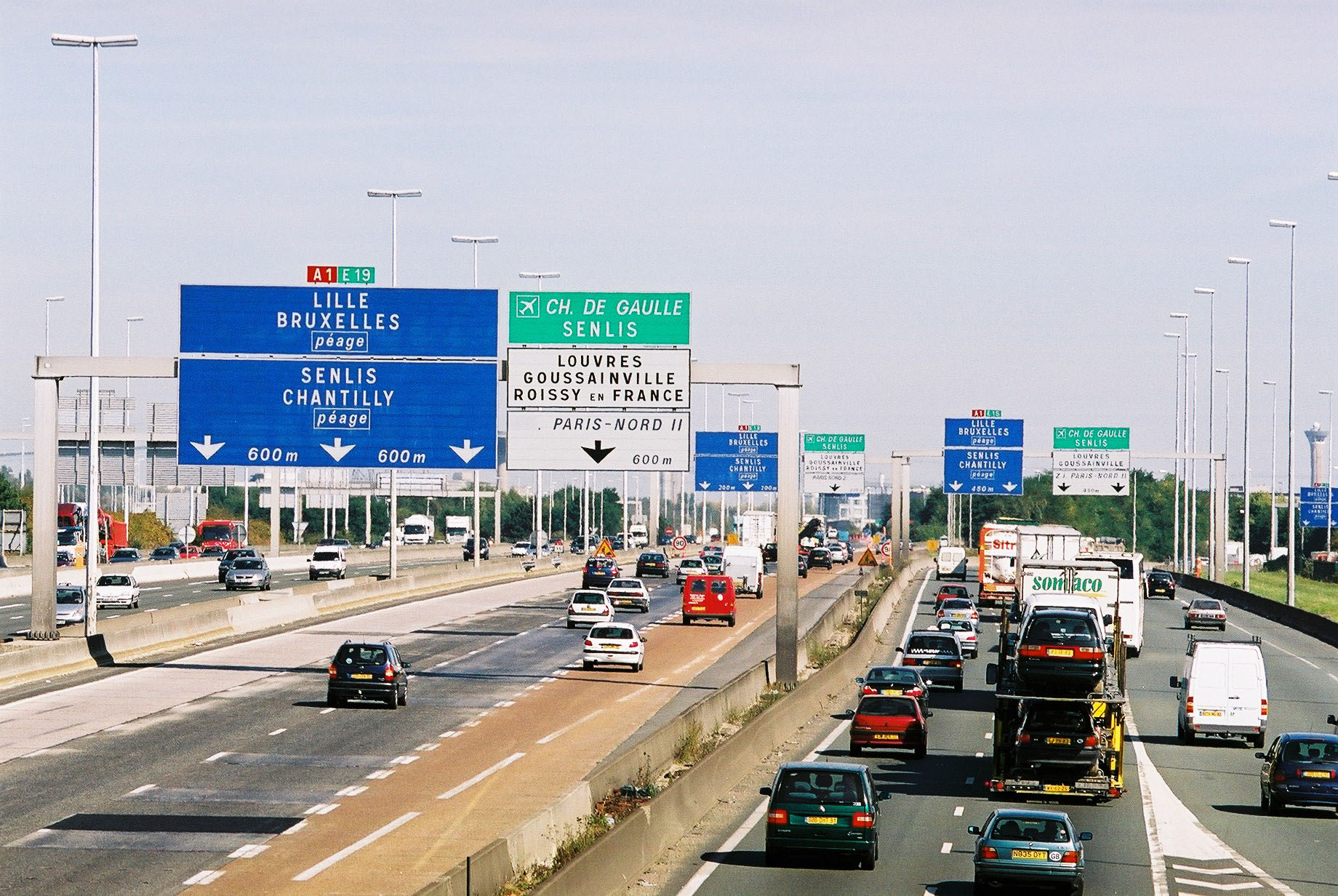
L'autoroute du Nord (A1) à hauteur de l'aéroport Charles-de-Gaulle.
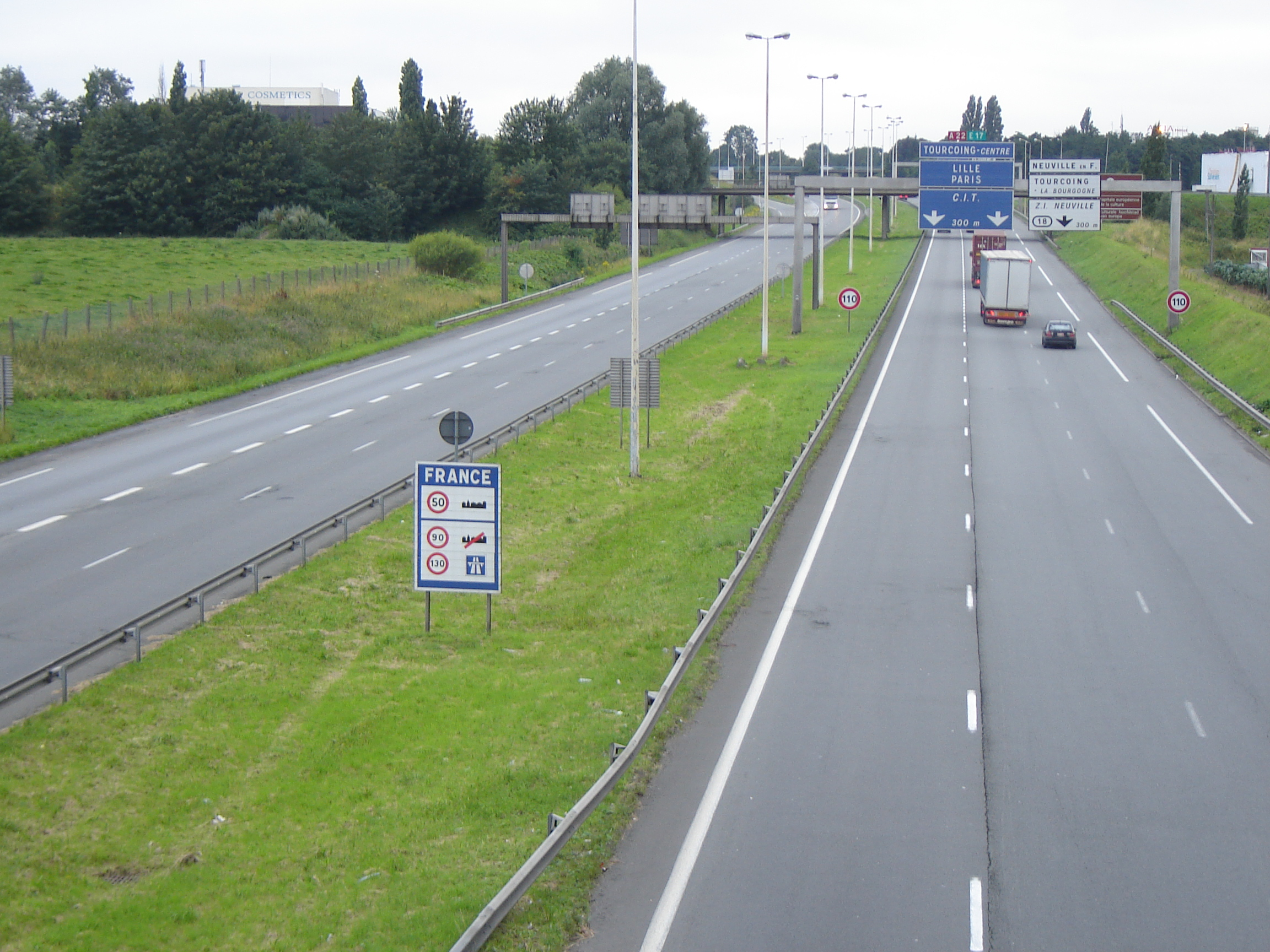
Autoroute française A22/E17 à Neuville-en-Ferrain, après la frontière belge.
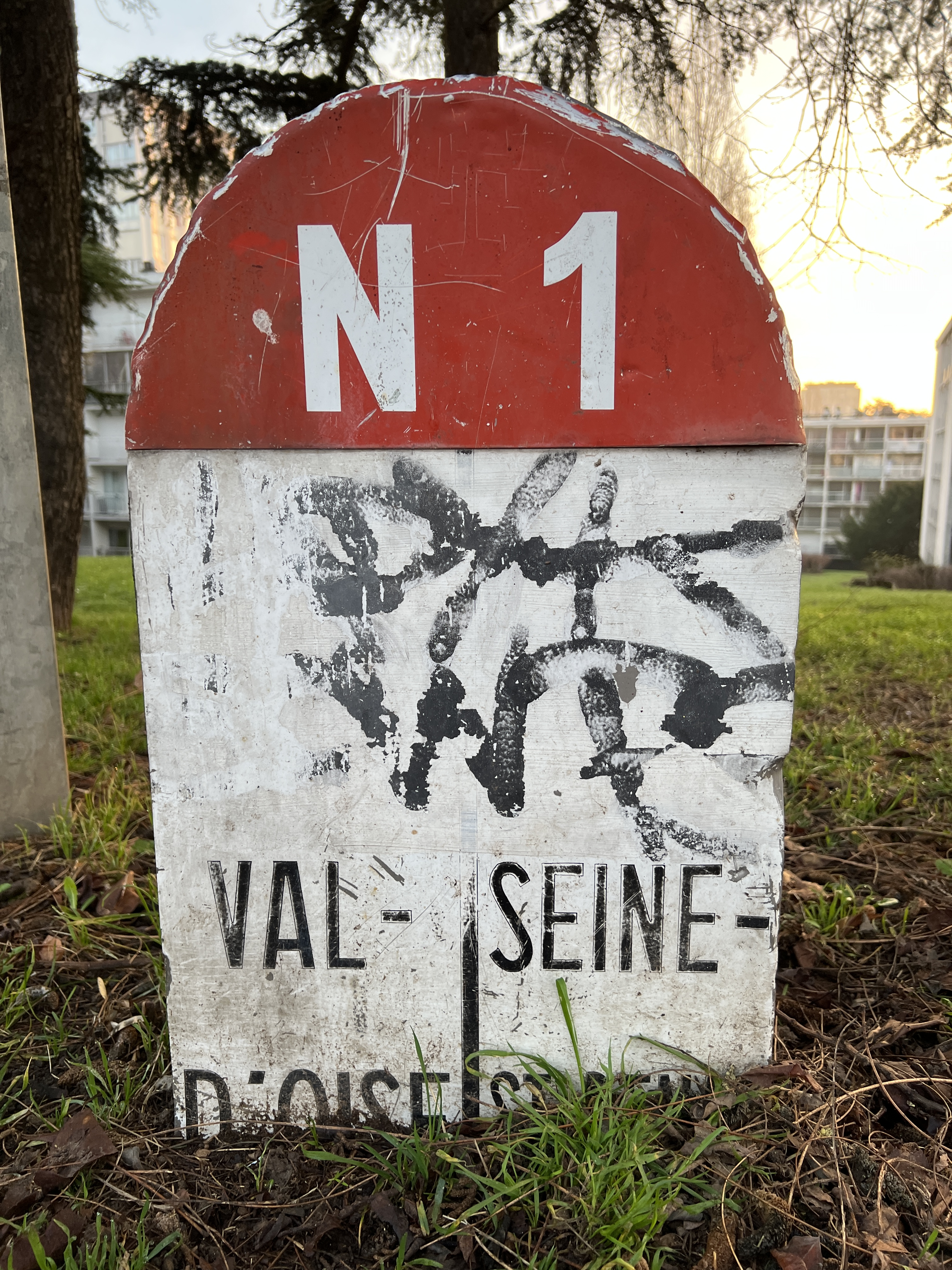
Borne de la route nationale 1 à la limite de Sarcelles (avenue de la Division Leclerc) et de Pierrefitte-sur-Seine, (boulevard Jean Mermoz).
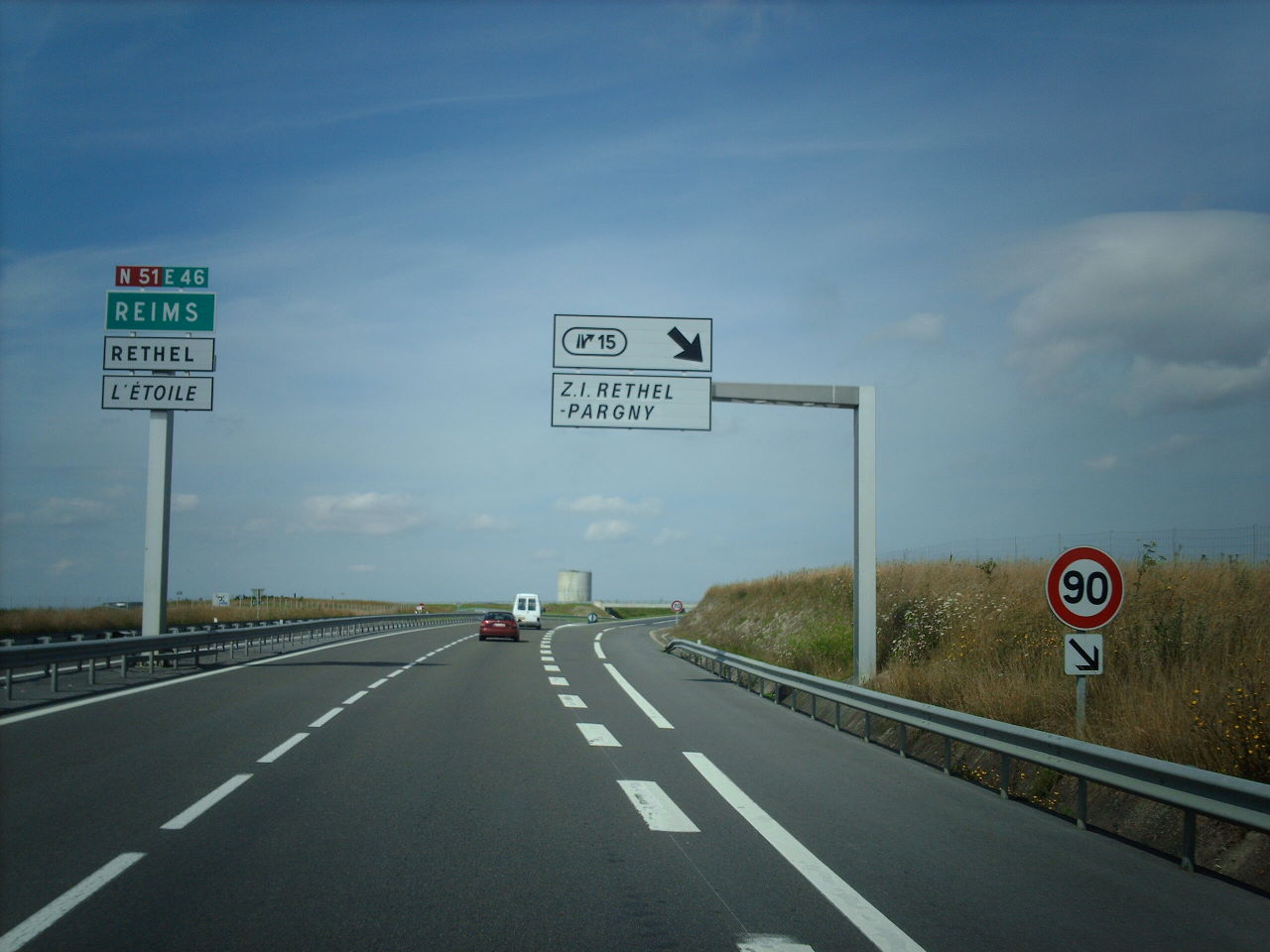
Route Nationale 51 au niveau de Rethel (Ardennes).

## Direction interdépartementale des Routes Est
Siège à Nancy (CRICR Est).

## Guyane
Par ailleurs, en Guyane, seule région d'outre-mer pour laquelle l'État n'a pas transféré les routes nationales à la collectivité, les missions assurées en métropole par les DIR sont exercées par la Direction de l'environnement, de l'aménagement et du logement (DEAL), créée en 2011.